# Plabennec
Plabennec [plabɛnɛk] est une commune du département du Finistère, dans la région Bretagne, en France.

## Géographie

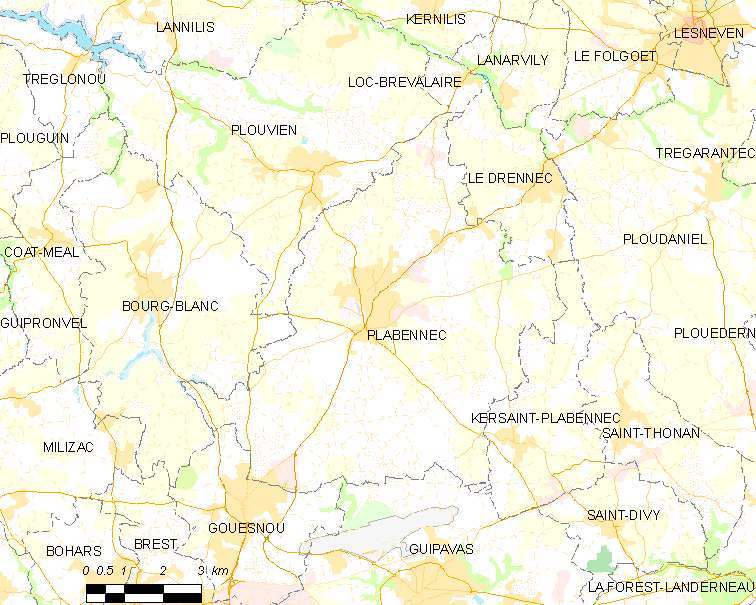
Carte de la commune de Plabennec.

### Description
Plabennec est situé dans le Pays de Léon (pays historique traditionnel) et administrativement désormais dans le Pays de Brest, faisant partie de la grande couronne urbaine de Brest ; la commune, chef-lieu du canton de Plabennec (agrandi en 2015), est située à une dizaine de km au sud de la côte de la Manche. Le finage communal est drainé par l'Aber Benoît (dans sa partie amont, non maritime) et plusieurs de ses affluents et sous-affluents de rive gauche, l'un de ceux-ci étant barré par une digue expliquant la présence d'un étang, dénommé "lac de Plabennec", juste à l'ouest du bourg. Plusieurs moulins à eau existaient par le passé le long de ces cours d'eau, par exemple le moulin du Pont et le moulin de Saint-Claoué en aval du lac de Plabennec, le moulin de Moguérou sur un affluent de rive gauche de l'Aber Benoît, le moulin Gouennou et le moulin de Pontanet sur l'Aber Benoît, ainsi que le moulin du Rest sur un affluent de rive droite du dit aber.
Le finage de Plabennec est constitué par un morceau du plateau granitique du Léon (granite de Kersaint, 331,4 Ma ± 4 Ma, d'origine hercynienne) en pente douce vers le nord et recouvert de lœss, d'où sa fertilité. Les altitudes s'échelonnant entre 100 mètres dans la partie sud (à l'ouest de Lanfézic) et s'abaissant jusqu'à 55 mètres dans la partie nord de la commune, et même jusqu'à 35 mètres au nord dans la vallée de l'Aber Benoît près de Goueled Ker ; le bourg, en situation relativement centrale au sein du territoire communal, est vers 85 mètres d'altitude.
Plabennec est traditionnellement un pays de bocage avec un habitat dispersé en de nombreux hameaux et fermes isolées. Le bourg a beaucoup grossi ces dernières décennies avec la création de nombreux lotissements à sa périphérie.

### Communes limitrophes
| Plouvien    | Loc-Brévalaire     | Le Drennec, Ploudaniel |
| Bourg-Blanc | Plabennec          | Saint-Thonan           |
|             | Gouesnou, Guipavas | Kersaint-Plabennec     |

### Hydrographie
Pour un article plus général, voir Réseau hydrographique du Finistère.
La commune est située dans le bassin Loire-Bretagne. Elle est drainée par l'aber Benoit et divers autres petits cours d'eau,.
L'Aber-Benoît, d'une longueur de 31 km, prend sa source dans la commune de Saint-Divy et se jette  dans la Mer Celtique  en limite de Saint-Pabu et de Landéda, après avoir traversé sept communes.  Les caractéristiques hydrologiques de l'Aber Benoît sont données par la station hydrologique située sur la commune. Le débit moyen mensuel est de 0,514 m3/s. Le débit moyen journalier maximum est de 5,06 m3/s, atteint lors de la crue du 10 janvier 1982. Le débit instantané maximal est quant à lui de 6,9 m3/s, atteint le 15 février 1974.

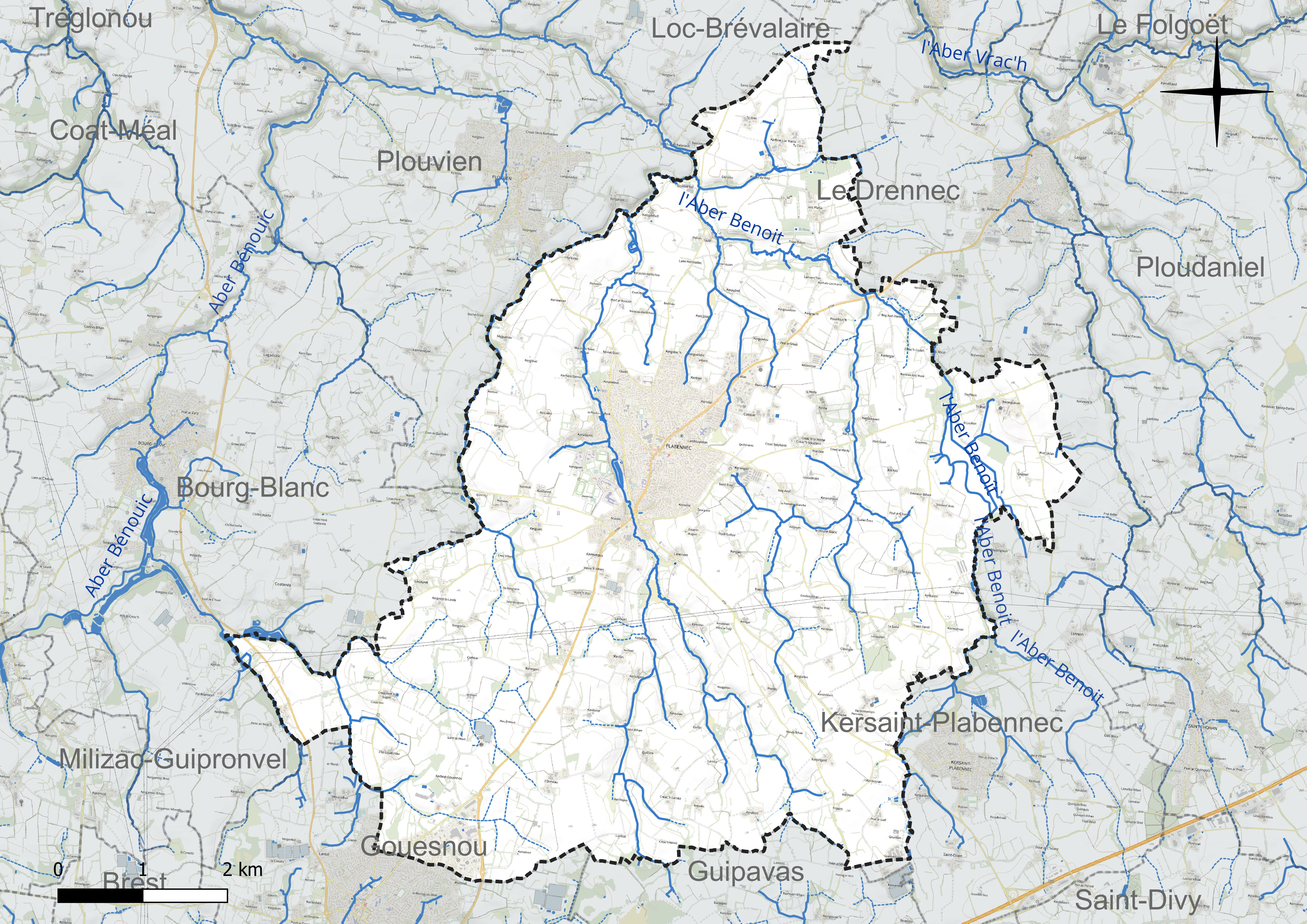
Réseau hydrographique de Plabennec.

### Climat
Pour des articles plus généraux, voir Climat de la Bretagne et Climat du Finistère.
En 2010, le climat de la commune est de type climat océanique franc, selon une étude du CNRS s'appuyant sur une série de données couvrant la période 1971-2000. En 2020, Météo-France publie une typologie des climats de la France métropolitaine dans laquelle la commune est exposée à un climat océanique et est dans la région climatique  Finistère nord, caractérisée par une pluviométrie élevée, des températures douces en hiver (6 °C), fraîches en été et des vents forts. Parallèlement l'observatoire de l'environnement en Bretagne publie en 2020 un zonage climatique de la région Bretagne, s'appuyant sur des données de Météo-France de 2009. La commune est, selon ce zonage, dans la zone « Monts d'Arrée », avec des hivers froids, peu de chaleurs et de fortes pluies.  
Pour la période 1971-2000, la température annuelle moyenne est de 11,7 °C, avec  une amplitude thermique annuelle de 9,7 °C. Le cumul annuel moyen de précipitations est de 1 122 mm, avec 17,1 jours de précipitations en janvier et 8,1 jours en juillet. Pour la période 1991-2020, la température moyenne annuelle observée sur la station météorologique la plus proche, située sur la commune de Guipavas à 8 km à vol d'oiseau, est de 11,7 °C et le cumul annuel moyen de précipitations est de 1 229,8 mm,. Pour l'avenir, les paramètres climatiques de la commune estimés pour 2050 selon différents scénarios d'émission de gaz à effet de serre sont consultables sur un site dédié publié par Météo-France en novembre 2022.

## Urbanisme

### Typologie
Au 1er janvier 2024, Plabennec est catégorisée petite ville, selon la nouvelle grille communale de densité à 7 niveaux définie par l'Insee en 2022.
Elle appartient à l'unité urbaine de Plabennec, une unité urbaine monocommunale constituant une ville isolée,. Par ailleurs la commune fait partie de l'aire d'attraction de Brest, dont elle est une commune de la couronne,. Cette aire, qui regroupe 68 communes, est catégorisée dans les aires de 200 000 à moins de 700 000 habitants,.

### Occupation des sols
L'occupation des sols de la commune, telle qu'elle ressort de la base de données européenne d'occupation biophysique des sols Corine Land Cover (CLC), est marquée par l'importance des territoires agricoles (89,2 % en 2018), en diminution par rapport à 1990 (91,3 %). La répartition détaillée en 2018 est la suivante : 
zones agricoles hétérogènes (43,5 %), terres arables (33,4 %), prairies (12,3 %), zones urbanisées (7 %), zones industrielles ou commerciales et réseaux de communication (2,7 %), espaces verts artificialisés, non agricoles (0,6 %), forêts (0,5 %). L'évolution de l'occupation des sols de la commune et de ses infrastructures peut être observée sur les différentes représentations cartographiques du territoire : la carte de Cassini (XVIIIe siècle), la carte d'état-major (1820-1866) et les cartes ou photos aériennes de l'IGN pour la période actuelle (1950 à aujourd'hui).

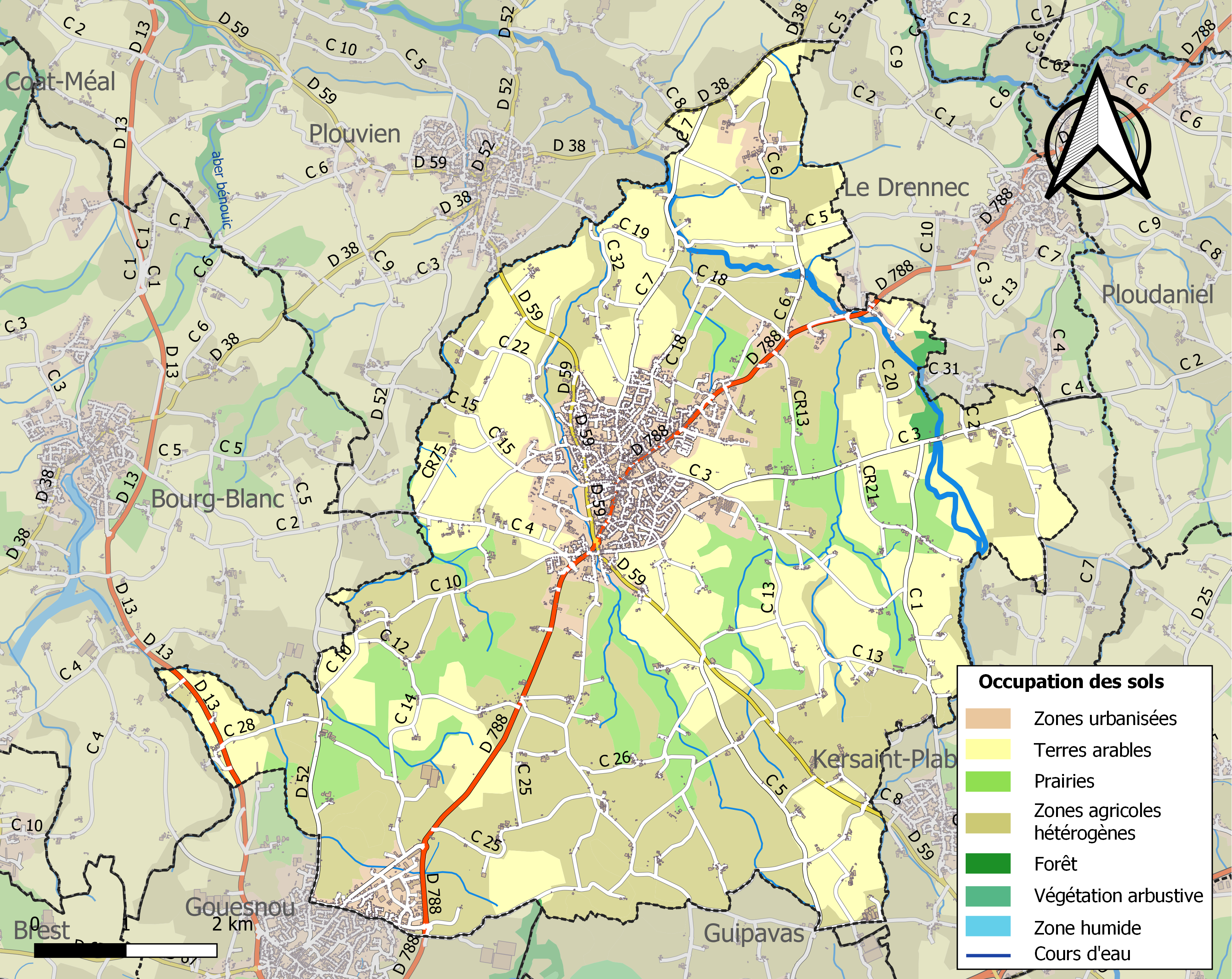
Carte des infrastructures et de l'occupation des sols de la commune en 2018 (CLC).

## Toponymie
Le nom de la localité est attesté sous les formes Parochia Albennoca en 1019, Plobennec, Guitabnec en 1173, Plebs Apennoc, Ploeapennoc en 1265, Ploeabennoc en 1282, Ploeabenneuc en 1310 et en 1318, Ploeabennec en 1337, Ploeabennoc en 1339, Plebe abenneunc en 1361, Guigabennec en 1378, Ploebenneuc en 1481.
Plabennec vient du breton ploe (paroisse) et de saint Abennec.
Le nom en breton de la commune est Plabenneg.

## Histoire

### Origines
Selon Albert le Grand, la paroisse aurait été fondée par saint Ténénan, peu après qu'il eut débarqué vers  650 près de La Forest-Landerneau, près du château de Joyeuse Garde, où il avait installé son lan (petit monastère) :

« Par la suite, « voyant l'exercice de la religion catholique négligé parmy eux », saint Ténénan fit construire deux églises, « l'une vers le bas de la forest, non loin du chasteau, laquelle fut nommée Ilis gouëlet forest ("l'église de la forêt du bas") à cause de sa situation qui était au fond de ladite forest et porte maintenant le titre et nom de saint Ténénan [La Forest-Landerneau qui s'appelait antérieurement Saint-Thénénan-la-Forest] ; l'autre église fut édifiée à l'autre extrémité de la même forest et fut appelée Plou-bennec [Plabennec], dédiée en l'honneur de Dieu et de saint Pierre Apostre ». Saint Ténénan, « avec ses prestres et clercs » s'installa au lieu-dit Les-quelen, y fonda un ermitage fait de branches et de chaume ; petit à petit un village s'édifie, protégé des rôdeurs et des loups par une palissade. Il conseilla aux habitants de Plou-bennec [Plabennec] de construire une petite tour ronde près de leur église « pour y retirer l'argenterie et thrésor d'ycelle et les garantir des mains sacrilèges des Barbares, en cas qu'ils voulussent piller ladite église ». Effectivement, les Danois vinrent piller Plou-bennec, prirent l'église et assiégèrent la tour tout juste construite, tentant d'y mettre le feu, ainsi que le fort de Lesquelen, mais « les prières de Ténénan ne furent [pas] infructueuses » et les Danois se retirèrent. On dit aussi qu'il aurait fait construire l'église de Carantec en l'honneur de son maître. »

Toujours selon la tradition, Saint Thudon, accompagné de ses fils Gouesnou et Majan et de sa fille Trezdona (ou Tudona), aurait édifié un oratoire en un lieu dénommé par la suite Locmaria-Lann ; cet oratoire aurait été remplacé par une chapelle vers le Xe siècle, remaniée et agrandie à diverses reprises par la suite.
Au Haut Moyen Âge la paroisse regroupait au sein de l'archidiaconé ou pays d'Ac'h, outre Plabennec, la trève de Locmaria-Lann et les communes actuelles de Kersaint-Plabennec et du Drennec, ainsi qu'au moins une partie de Gouesnou.

### Préhistoire
Le souterrain de Kermoysan, datant de l'Âge du fer, une succession de cinq salles alignées du nord-est au sud-ouest, situées à près de trois mètres sous terre et accessible par deux puits situés à chaque extrémité et bouchés intentionnellement, a livré plus de 2 200 tessons de poteries grâce auxquels certains vases et pots ont pu être reconstitués.

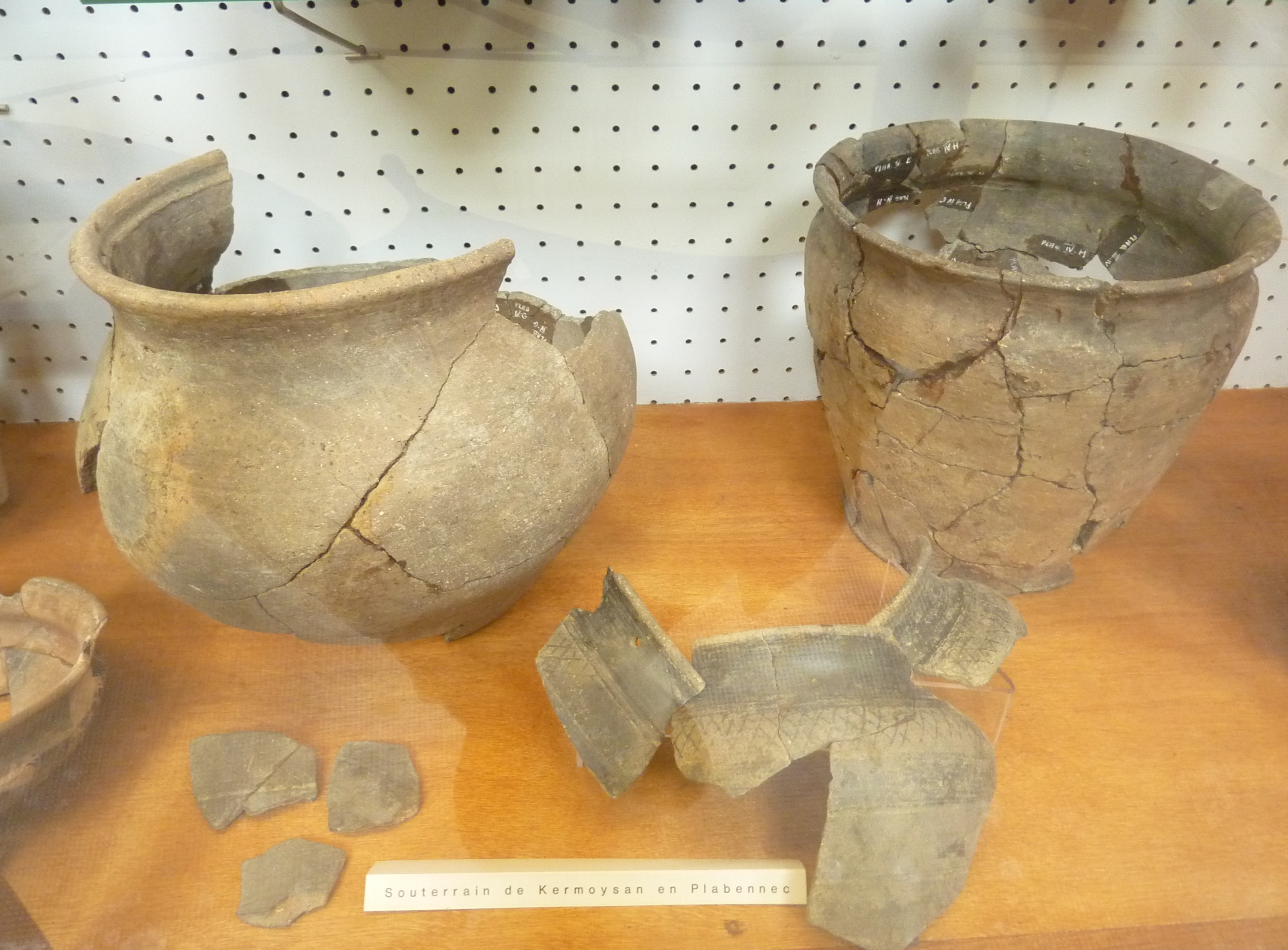
Vase et pot reconstitués à partir des tessons trouvés dans le souterrain de l'Âge du fer de Kermoysan en Plabennec (Musée de la préhistoire finistérienne de Penmarc'h).

Le menhir de Prat-Lédan, haut de 7,30 mètres et pesant 19 tonnes, décrit par le Chevalier de Fréminville en 1835 (« À un quart de lieue de la croix des Trois-Recteurs, on voit dans un champ de genêt un menhir à demi-renversé, longue aiguille granitique de 18 pieds de hauteur ».) et portant à son sommet une cavité qui correspond probablement à une tentative de christianisation (implantation d'une croix ? une de ses faces porte aussi une croix gravée), cassé en deux probablement par la foudre et tombé à terre au début du XXe siècle, a été relevé en 1983 en imitant les techniques supposées avoir été utilisées par les hommes de la Préhistoire lors d'une grande fête.

### Antiquité

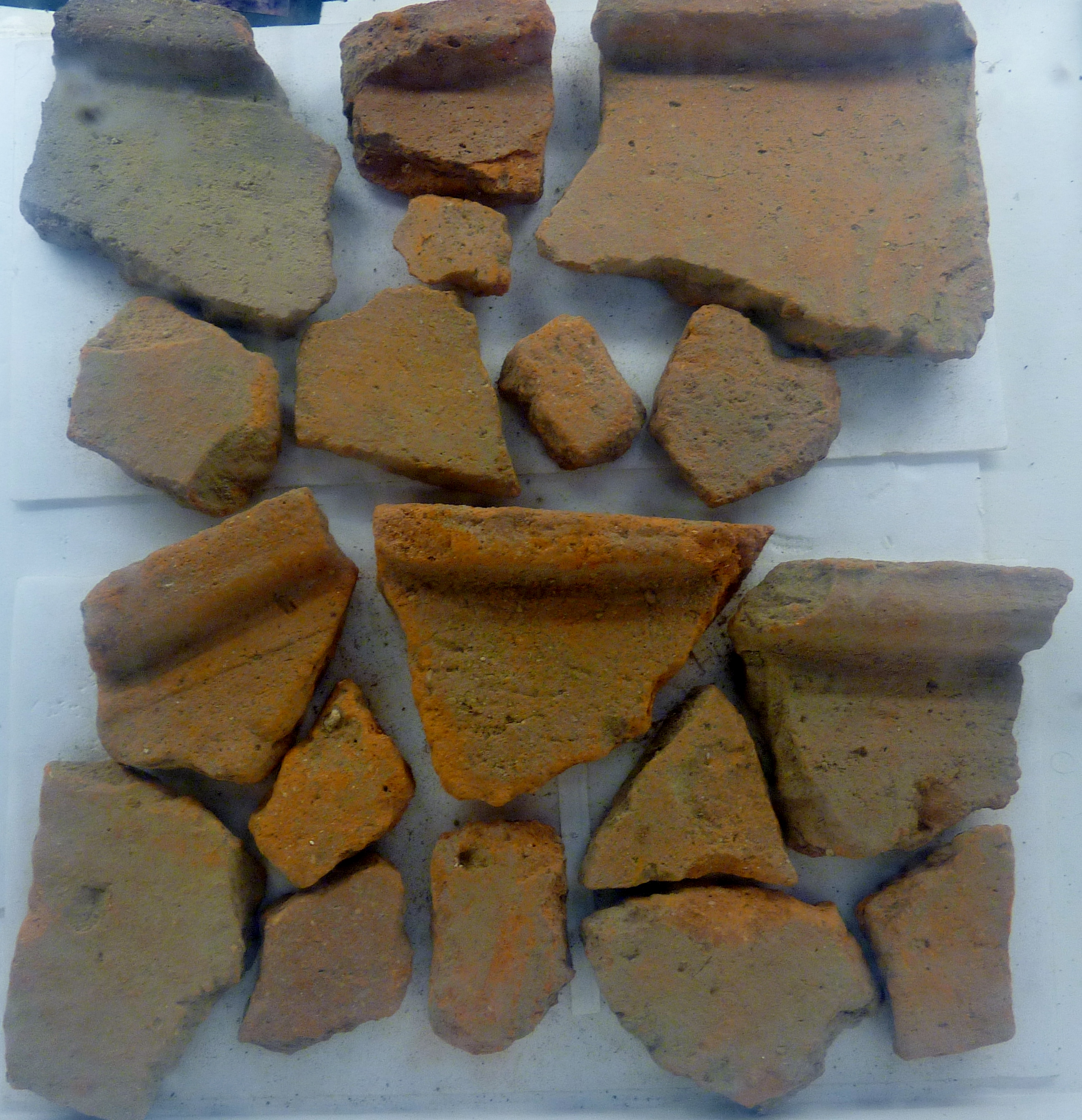
Fragments de tuiles de l'époque gallo-romaine trouvés dans l'enclos de la chapelle de Locmaria.

Le territoire actuel de la commune de Plabennec était traversé par deux voies romaines, l'une allant de Landerneau à l'embouchure de l'Aber-Wrac'h (Tolente?) en passant par Plouvien et Lannilis, l'autre de Vorganium (Kerilien en Plounéventer) à la Pointe Saint-Mathieu (probablement Gesocribate ?). Quatre petits bronzes de Gallien, un petit bronze de Salonine, femme de Gallien, et des monnaies de Postume et de Constantin II ont été trouvés à Keralien en Plabennec, juste à la limite sud de la commune avec Guipavas.
Des tuiles provenant d'une habitation gallo-romaine ont été trouvées à Kerarouan et de nombreuses tuiles de la même époque provenant de la toiture effondrée d'un bâtiment, ainsi que deux fragments d'amphore et deux fragments de poterie sigillée, datant selon Patrick Galliou du Ier siècle après J.-C., dans l'enclos de la chapelle de Locmaria.

### Moyen Âge

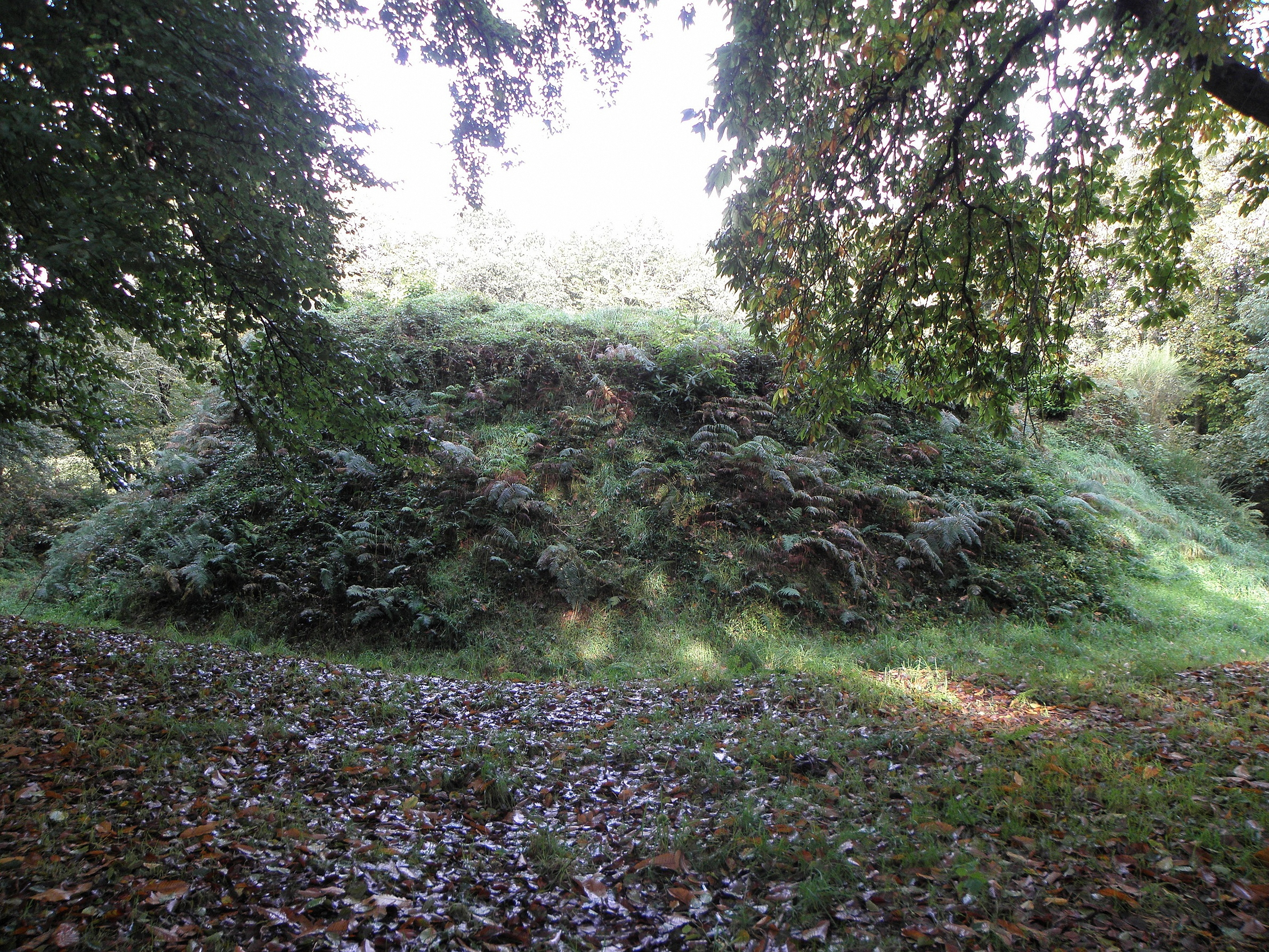
La motte castrale de Lesquelen.

Une première chapelle fut construite à Lesquelen par saint Thudon au VIe siècle ou au VIIe siècle. Vers l'an 600, la forêt de Talamon (qui subsiste partiellement de nos jours sous le nom de forêt de Landerneau) s'étendait jusqu'à Plabennec. La première église paroissiale fut bâtie par saint Ténénan, septième évêque de Saint-Pol-de-Léon, qui la fit construire à ses frais et mourut dans cette paroisse en 635. Jean-Baptiste Ogée indique qu'on y garda longtemps ses reliques, qui furent transportées ailleurs pour les dérober aux profanations des Normands.
Le château de Lesquelen, où se voit encore aujourd'hui une motte féodale, fut en 1163 propriété d'Hervé II de Léon, vicomte du Léon; en 1279, le mariage de Françoise de Lesquelen avec Alain de Léon, frère du vicomte Hervé IV de Léon montre la persistance des liens entre les deux familles. Le château a été le lieu d'une contestation juridique entre le chevalier Alain Nuz, seigneur de Postel, et le vicomte de Léon Hervé IV, qui a abouti en 1296 à l'accusation d'assassinat de l'un par l'autre, ce qui n'a pas peu contribué à discréditer la haute noblesse au profit d'une administration cléricale et ducale soutenue par la petite noblesse.

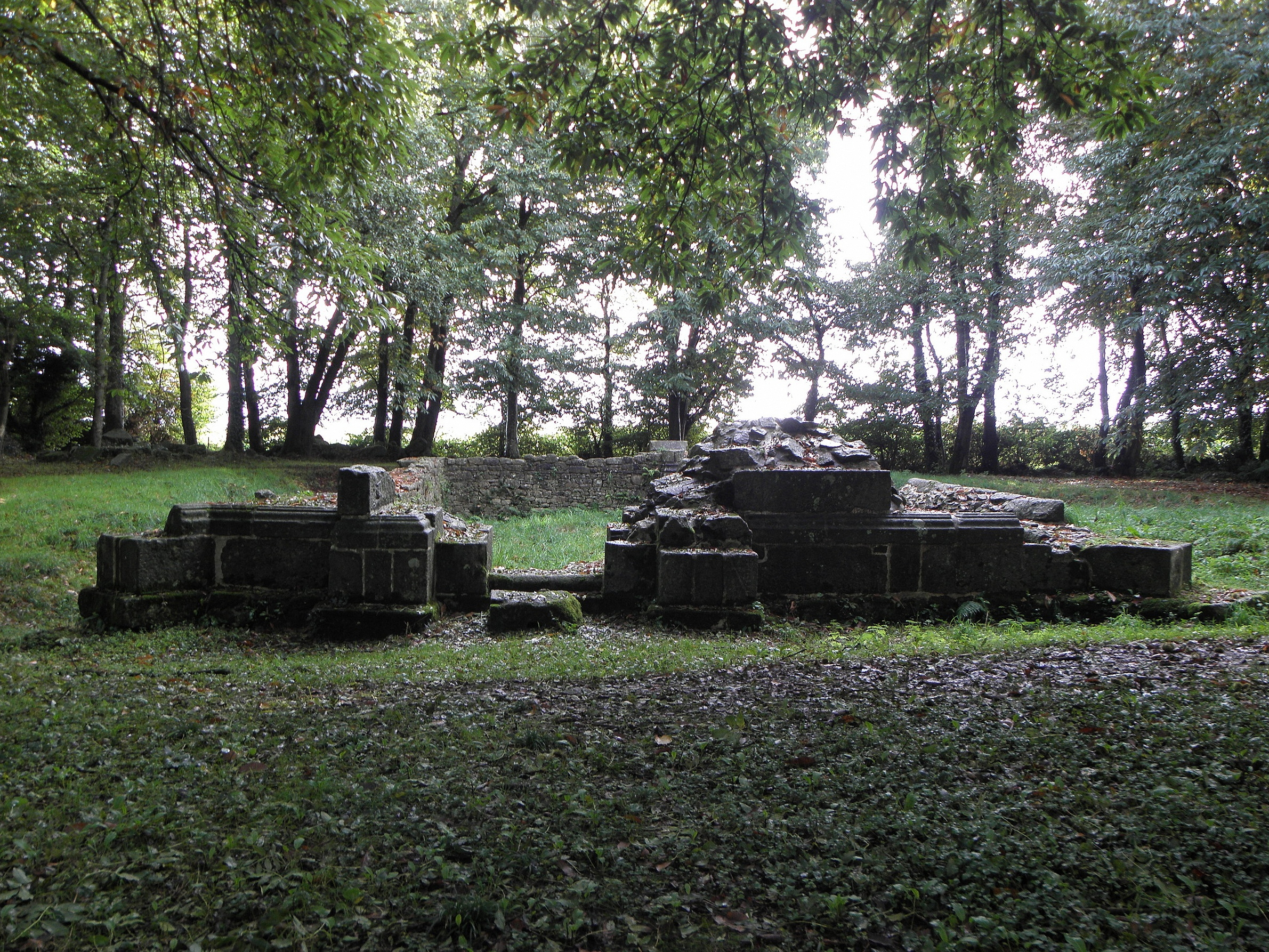
La chapelle ruinée de Lesquélen.

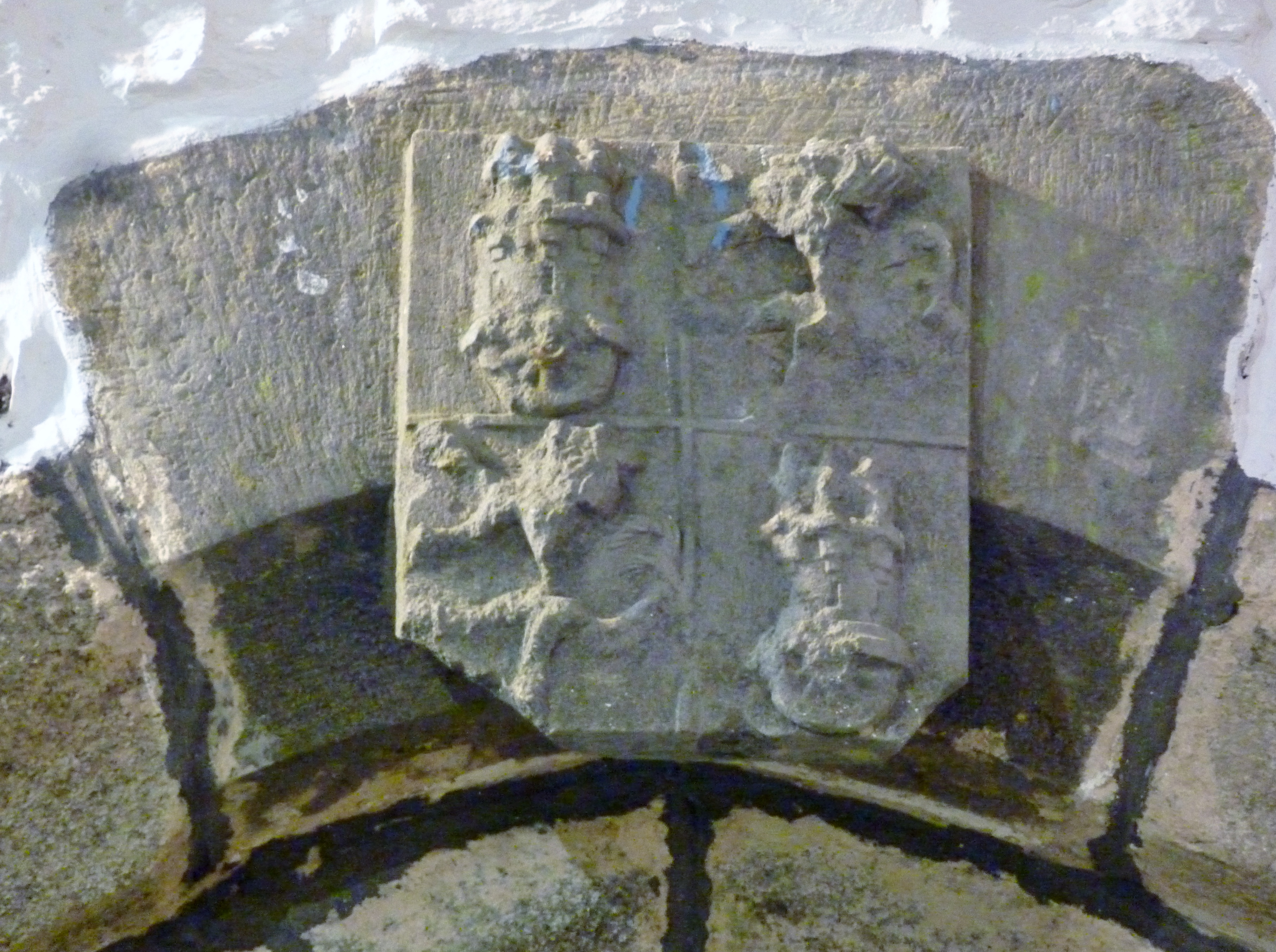
Chapelle de Locmaria : écusson de la famille Carman-Lesquelen (mutilé, mais encore lisible).

Le château est ainsi décrit au XVe siècle :

« Le manoir de Lesquelen consistant en maisons, chambres basses et aultres, couvertes d'ardoises crépées, maison à four et estables couvertes de genetz, ayre perter jardins, vaulx, issues, franchises, rabines, appartenances et dependances, avecque ung courtil de jouxte la dict ayre nommée Liortz-an-heur, terre chaulde et lentant a fermer ung boisseau de bleb à la mesure de Lesneven, aiant ses fossez tout au tour (...). »

Le château de Lesquelen, qui disposait de sa chapelle privée Notre-Dame-de-Lesquelen (la seconde chapelle de Lesquelen), devient par mariage propriété de la famille de Vieux-Chastel. En 1409, Aliette de Quelen, dame du Vieux-Chastel, épouse Tanguy de Kermarvan (originaire du château de Kermarvan en Kernilis) ; désormais propriété de la famille de Kermarvan, le château de Lesquelen prend progressivement le nom de Kermarvan (ou Kermavan), nom qui se transforme au XVIe siècle en Kerman et au XVIIe siècle en Carman. Les armoiries de la famille de Carman sont représentées sur un vitrail de la chapelle de Saint-Jean-Balanant à Plouvien.
La troisième chapelle de Lesquelen, construite au XVIIe siècle, de style gothique et en pierres de taille, tomba en ruines dans le courant du XIXe siècle, son clocher s'écroulant le 6 février 1884.
La juridiction de la châtellenie de Keralguezen appartenait en 1310 à Maurice de Keralguezen. En 1500, le manoir de Lannoster appartenait à Christophe Gourio.

### Époque moderne

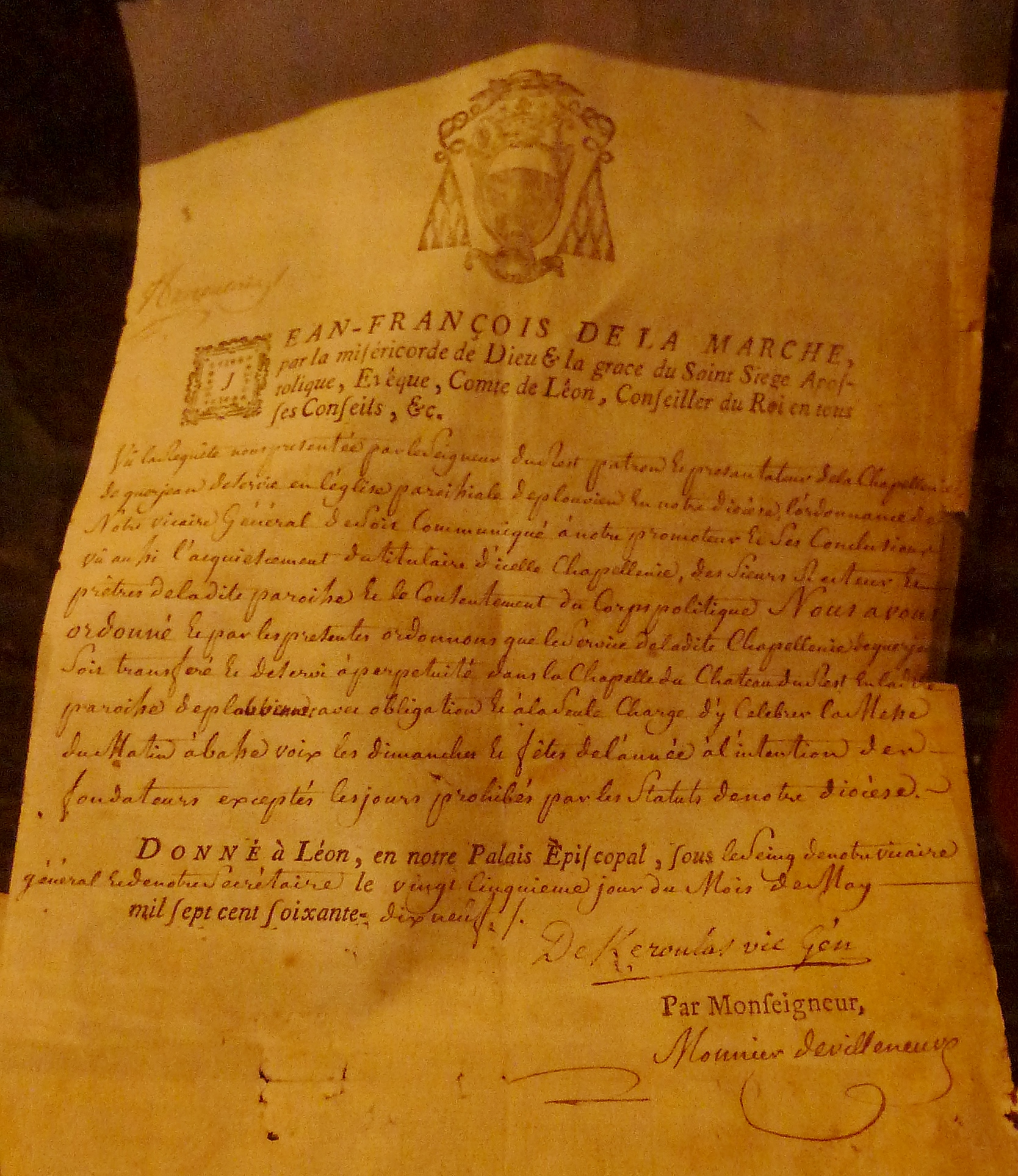
Lettre de Mgr Jean-François de La Marche, évêque de Léon, concernant le transfert d'une chapellenie en faveur de la chapelle du château du Rest en Plabennec (25 mai 1779).

Plabennec possédait de nombreux manoirs à la fin du Moyen Âge et à l'époque moderne : le plus important était le manoir du Rest (manoir datant des XVe siècle et XVIe siècle possédé par la famille de Baudiez : par exemple Bernard de Baudiez, né en 1450, décédé en 1503, est seigneur du Rest et de la Motte), mais d'autres, plus modestes, se trouvaient à Kerbrat, au Gorreguer (dit aussi manoir de Corhéar, possédé initialement par la famille de Kerannou), de Kerannou  (possédé par une autre branche de la famille précitée), de Guicabennec (situé au bourg de Plabennec), de l'Île, de Kerangall, de Kerbrat, de Kerhalz, de Kerdavid, de Kerdouar , de Kergréach, de Kerguilly, de Kerlaziou, de Kerouanton, de Kersaliou, de Lanhouardon, de Lanoster, du Mendy, de la Motte (possédé aussi par la famille du Baudiez), de Pennanec'h, du Pentreff, de Pontaroudouz, de Touldrezen, du Vourch.
Une crise démographique survint à Plabennec entre 1739 et 1743. Les récoltes de 1739 furent particulièrement mauvaises, puis l'hiver 1739-1740 très rude (le recteur Y. Corne a porté l'annotation "grand hiver" sur le registre paroissial). L'année 1740 enregistre 168 décès (contre une centaine les années "normales"). Le typhus et la dysenterie frappèrent la paroisse dans les derniers mois de 1741 (257 décès en 1741, année du pic de mortalité, dont 45 en octobre) ; la crise dura jusqu'en 1743.
Une épidémie de fièvre typhoïde sévit, comme dans la plupart des paroisses voisines, à Plabennec en 1775, y faisant cette année-là 93 morts.
En 1759, une ordonnance de Louis XV ordonne à la paroisse de Ploabennec [Plabennec] de fournir 51 hommes et de payer 334 livres pour « la dépense annuelle de la garde-côte de Bretagne ».
Jean-Baptiste Ogée décrit ainsi Plabennec en 1778 :

« Ploabenec, sur la route de Brest à Lesneven ; à 8 lieues à l'ouest-sud-ouest de Saint-Pol-de-Léon, son évêché ; à 45 lieues de Rennes et à 2 lieues un quart de Lesneven, sa subdélégation et son ressort. Cette paroisse relève du Roi ; on y compte 3 300 communiants. La cure est présentée par l'Évêque. Son territoire est coupé par un grand nombre de vallons, dans lesquels passent des ruisseaux ; on y voit des terres fertiles et grains de toutes espèces, d'excellents pâturages et peu de landes. »

À la veille de la Révolution française, la famille de Gourio (elle était alors aussi seigneur du Rouasle, de la Salle, de Coëtanguy, de Cornagazel, etc..) possédait toujours le manoir de Lannoster et les autres maisons nobles étaient alors Le Gourequer, Kerannou, Kerbrat, Kergrech, Kerbabu, Kerhalz, le Mendi, Pentré et Le Rest-Baudies.

### La Révolution française
Les deux députés représentant la paroisse de Plabennec lors de la rédaction du cahier de doléances de la sénéchaussée de Lesneven le 1er avril 1789 étaient Thévenan Jézéquel et Jean Le Normand.
Une émeute éclate le 19 mars 1793 à Plabennec, et dure jusqu'au 22 mars 1793, réprimée par les troupes du général Canclaux ; elle fit deux morts parmi les gardes nationaux et cinq parmi les paysans révoltés.

### LeXIXesiècle

#### Plabennec dans la première moitié duXIXesiècle
Le manoir du Rest devient en 1820 la propriété de Hyacinthe Le Bescond de Coatpont ; sa fille Marie-Thérèse épouse en 1832 le capitaine de frégate Germain Malmanche ; un de leurs petits-fils fut le dramaturge Tanguy Malmanche.
En 1829, l'école de Plabennec est située dans une écurie désaffectée. « Dans le canton [de Plabennec] l'instruction est très arrièrrée, les habitations étant toutes isolées et la plupart à de grandes distances, ce qui est un obstacle insurmontable d'autant plus que tous. Les chemins sont impraticables l'hyver (seule saison  où les enfants sont envoyés à l'école) ».
A. Marteville et P. Varin, continuateurs d'Ogée, décrivent ainsi Plabennec en 1845 : 

« Plabennec, commune formée par l'ancienne paroisse de ce nom ; aujourd'hui cure de 2e classe. (...). Principaux villages : Keragoff, Kerbrat, Kergoadou, Kerjestin, Kergoff, Keruzaouen, Keranguéven, Kermorvan, Lannorven, Kerstrat, Lormeau, le Mendy et Kerhuon. Superficie totale 5 271 hectares dont (...) terres labourables 2 455 ha, prés et pâtures 298 ha, vergers et jardins 39 ha, bois 51 ha, étangs 54 ha, landes et incultes 2 050 ha (...). Plabennec est un bourg très important, bien bâti, et dont l'aspect ne rappelle en rien les autres bourgs du Finistère ; mais l'église est neuve et n'offre rien de remarquable. La route de Brest  à Lessneven traverse cette localité dans la direction sud-nord. L'agriculture est assez florissante en Plabennec, grâce aux engrais de mer qui y remontent par bateaux, et que l'on paie 36 à 37 francs la batelée. Le blé réussit bien dans une partie des terres. On voit à l'embranchement des chemins de Plabennec et du Drennec une énorme pierre dite des Trois-Recteurs, parce qu'elle sert de limite aux deux communes que nous venons de citer et à celle de Kersaint. C'est une roche isolée, volumineuse et d'une forme quasi-ovoïde ; on y vit une inscription en caractères dont personne n'a jusqu'ici donné la traduction (...). L'étang de Leuhon est fort beau et mérite d'être cité. On lui donne 50 à 54 ha de superficie. Géologie : constitution granitique. On parle le breton. »

Cette pierre gravée située à proximité de la croix des Trois-Recteurs est également décrite par le Chevalier de Fréminville qui précise qu'elle « parait avoir été roulée et placée avec intention à l'endroit où elle est », qu'« elle a huit pieds dans sa plus grande longueur, six de hauteur et trois et demi d'épaisseur » et qu'elle porte une inscription que lui aussi trouve énigmatique. il ajoute qu'« une superstition ridicule des paysans des environs leur a fait croire que la pierre qui en est revêtue était creuse et renfermait un trésor. Dans cette persuasion, quelques-uns y ont fait au ciseau des entailles et une excavation carrée, qui n'ont servi qu'à les désabuser de leur supposition absurde ».

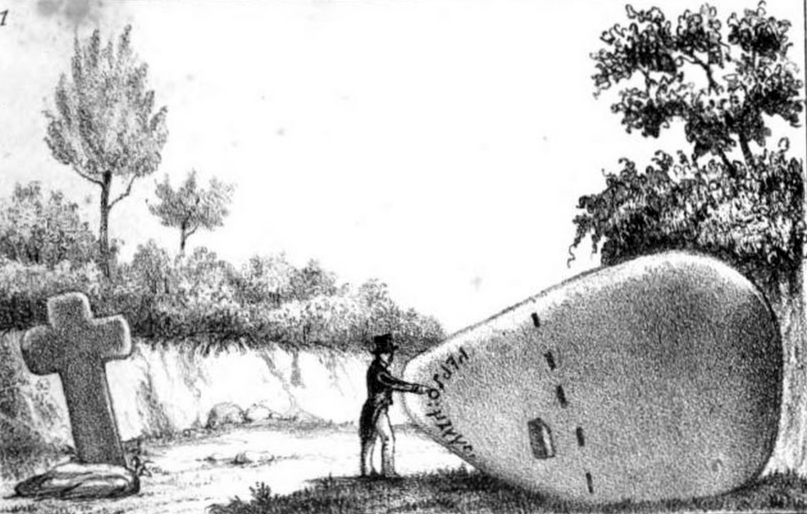
La « Pierre des Trois-Recteurs » dessinée par le Chevalier de Fréminville.
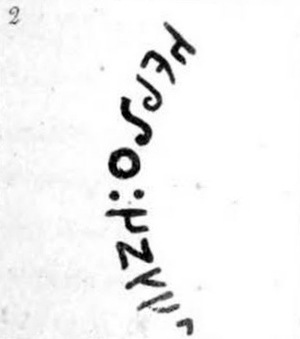
Inscription gravée sur la « Pierre des Trois-Recteurs » (retranscrite par le Chevalier de Fréminville).

#### Le droit de vaine pâture
Le droit de vaine pâture s'exerçait encore couramment au milieu du XIXe siècle :

« Les terrains communaux (...) sont livrés toute l'année au pâturage au profit des habitants des communes possédant ces communs, composés la plupart de dunes  et de marais peu susceptibles d'être cultivés ; c'est ce qu'on voit à Lampaul-Plouarzel, à Ploudalmézeau, à Porspoder, à Landunvez, à Rumengol, à Plabennec, à Plouvien, etc. Chacun y envoie son bétail quand et comme bon lui semble ; c'est là encore qu'on dépose et qu'on met à sécher les plantes marines. Seulement de temps en temps, les communes vendent tout ou partie des communs, qui disparaîtront insensiblement et accroîtront la masse des terrains cultivés. (...) Les landes, marais,et généralement tous terrains déclos et non cultivés sont encre soumis à la servitude de vaine pâture. (...) La cessation de l'indivision ne suffit point pour mettre fin à la vaine pâture, il faut encore qu'il y ait clôture des terres. »

En 1896, un document indique que les sœurs de l'Immaculée Conception de Saint-Méen assistaient et soignaient gratuitement les malades de Plabennec à domicile.

#### Le château de Leuhan
Le château de Leuhan, de style néogothique, a été construit entre 1882 et 1884 par John Burnett Stears  et son épouse Béatrice de Trobriand, laquelle se remaria en 1900 avec Olivier de Rodellec du Porzic après le décès de son premier époux. Son parc est inscrit monument historique.

### LeXXesiècle

#### La Belle Époque
Antoine Morvan, maire de Plabennec, fit partie des onze maires du canton de Plabennec qui adressèrent en octobre 1902 une protestation (« Nous aimons notre langue natale et nous voulons en maintenir et en vulgariser l'usage. (...) Nous voulons être Français et parler breton ».) au préfet du Finistère à propos de la circulaire interdisant l'usage de la langue bretonne dans les églises.
Le recteur refusait alors l'absolution aux parents qui mettaient leurs enfants à l'école publique.

#### La Première Guerre mondiale
À Plabennec, l'ensemble des soldats mobilisés pendant la Première Guerre mondiale représente 688 hommes, parmi lesquels 150 furent tués et 25 portés disparus.

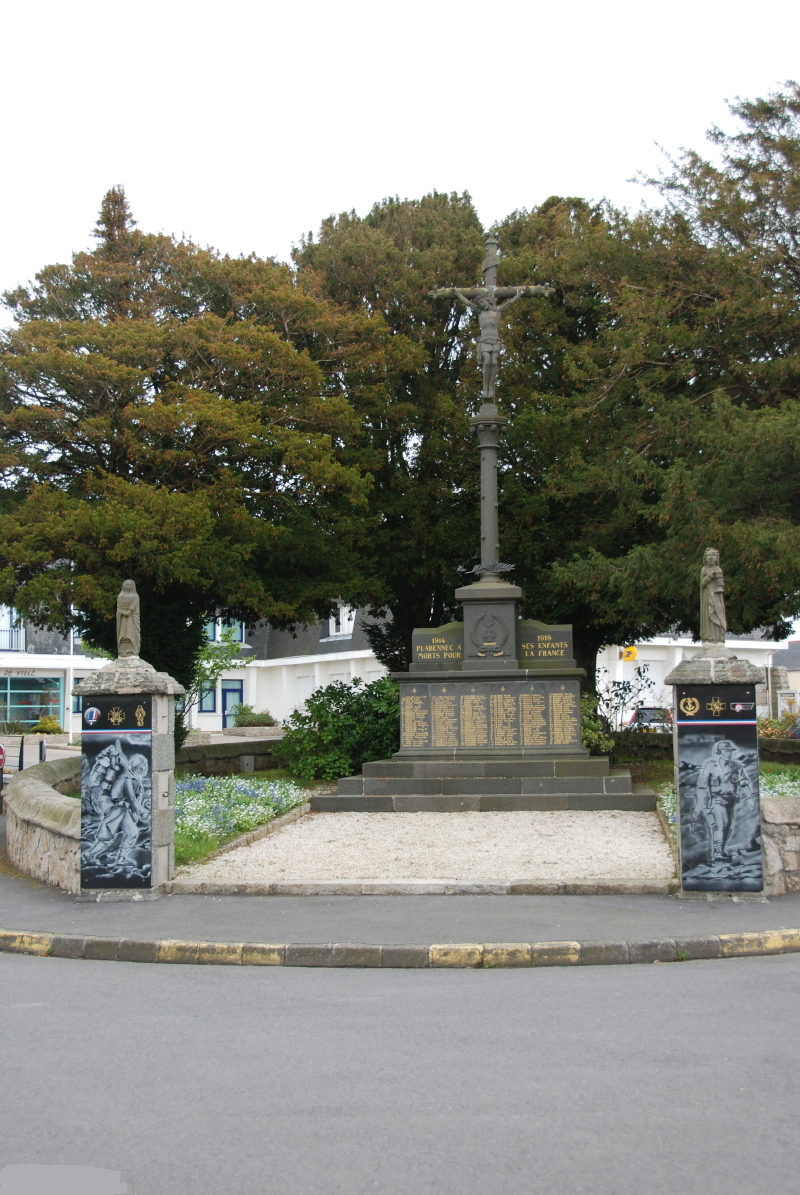
Plabennec : le monument aux morts de 1914-1918.

Le monument aux morts de Plabennec porte les noms de 146 soldats et marins morts pour la France pendant la Première Guerre mondiale : 8 d'entre eux sont morts en Belgique dont 5 dès 1914, notamment dans les combats de Rossignol et de Maissin et 1 (François Guennegues) lors de la Bataille d'Ypres en 1915 ; un soldat (Yves Guiziou) est mort à Douala (Cameroun) ; Hervé Thomas a été tué à l'ennemi en Grèce alors qu'il participait à l'expédition de Salonique ; 4 (Gabriel Boucher, Alain Lazennec, Michel Le Guen, Joseph Ropars) sont des marins disparus en mer ; Guillaume Le Fur, Jacques Page et François Paul sont morts alors qu'ils étaient prisonniers en Allemagne; la plupart des autres sont morts sur le sol français dont Claude Eozenou, Jean Le Gall et Claude Le Gall, décorés de la Médaille militaire et de la Croix de guerre, et Yves Pervez et Pierre Segalen, décorés de la Croix de guerre.

#### L'entre-deux-guerres
En 1922, il y avait 2 élèves à l'école publique mixte de Plabennec et 381 garçons et 270 filles dans les deux écoles catholiques de la commune.
Des jeunes paysans finistériens, notamment de la région de Plabennec, émigrent pendant la décennie 1920 en direction du Périgord et du sud-ouest de la France. Un premier convoi, encadré par François Tinevez, maire de Plabennec, quitta la gare de Landerneau le 13 juin 1921 ; certains s'installèrent dans le Lot-et-Garonne, notamment dans la région de Marmande.

#### La Seconde Guerre mondiale
Huit jeunes Plabennecois ont rejoint les Forces françaises libres en Angleterre à la suite de l'appel du 18 juin : Albert Lossouarn, né le 5 février 1918 à Plabennec, a servi dans la 2e DB, de même que Jean et Léon Breton (deux frères) et Joseph Bleinhant ; Jean Bleinhant (frère du précédent) et François Mesguen dans la 1re DB ; Marcel Bouguen, pilote des Forces aériennes françaises libres, est mort le 9 mars 1944 lors d'un vol au-dessus de la Manche ; Alain Caër a servi dans la Marine et notamment sur le patrouilleur Reine des flots. François Kerzil, marin, a servi sur le Dupleix et le Calais ; Jean Roudaut (15 ans en 1940) a aussi servi dans la Marine et Gervais Person dans l'armée de l'air.
Le 30 mars 1942, à Plabennec, Raymond Meunier, un jeune français, est mortellement blessé par un officier allemand pour une raison inconnue. Le moulin du Pont fut attaqué par les Allemands en mai 1944.
Le 6 août 1944, les troupes américaines arrivent à Plabennec. Des troupes allemandes installent alors des guetteurs dans le clocher de l'église de Gouesnou ; ceux-ci sont attaqués par des résistants locaux. Les Allemands prennent alors des otages dans la population de Gouesnou et ceux-ci sont fusillés à Penguerec.
Le 7 août 1944, le Combat Command A, de la 6e division blindée américaine, venant du Huelgoat via Landivisiau, ville près de laquelle les soldats ont bivouaqué la nuit précédente, contourne Landerneau, mais est bombardé par les Allemands dans les environs de Saint-Thonan et Kersaint-Plabennec ; il passe la nuit suivante dans le secteur de l'Ormeau entre Plabennec et Gouesnou, nuit pendant laquelle il fut victime de tirs d'artillerie allemands qui firent de nombreuses victimes dans ses rangs.
Une plaque commémorative, dite « Mémorial de Lormeau » (située le long de la route entre Plabennec et Gouesnou), évoque la mémoire de 75 soldats de la 6e division blindée américaine tués dans la région de Plabennec et Plouvien les 8 et 9 août 1944. Elle porte l'inscription suivante : « À la mémoire des 75 soldats de la 6e division blindée morts au combat les 8 et 9 août 1944 pour libérer cette terre - Sur la pierre et dans notre coeur à jamais. La 6e division blindée américaine commandée par le général Robert W. Grow et forte de 15 000 hommes a débarqué à Utah-Beach le 18 juillet 1944. Fer de lance de la campagne de Bretagne conduite par le général George J. Patton, elle a percé le front de Normandie à Avranches le 31 juillet et elle était devant Brest le lundi 7 août en fin d'après-midi. Du 18 juillet 1944 au 8 mai 1945, 1 275 hommes de la 6e DB sont morts au combat - Killed in action ».

## Démographie

### Évolution démographique
L'évolution du nombre d'habitants est connue à travers les recensements de la population effectués dans la commune depuis 1793. Pour les communes de moins de 10 000 habitants, une enquête de recensement portant sur toute la population est réalisée tous les cinq ans, les populations de référence des années intermédiaires étant quant à elles estimées par interpolation ou extrapolation. Pour la commune, le premier recensement exhaustif entrant dans le cadre du nouveau dispositif a été réalisé en 2006.
En 2022, la commune comptait 8 633 habitants, en évolution de +3,33 % par rapport à 2016 (Finistère : +2,16 %, France hors Mayotte : +2,11 %). Le maximum de la population a été atteint en 2015 avec 8 326 habitants.
| 1793  | 1800  | 1806  | 1821  | 1831  | 1836  | 1841  | 1846  | 1851  |
| ----- | ----- | ----- | ----- | ----- | ----- | ----- | ----- | ----- |
| 3 080 | 3 086 | 3 779 | 3 000 | 3 831 | 3 540 | 3 555 | 3 624 | 3 752 |

| 1856  | 1861  | 1866  | 1872  | 1876  | 1881  | 1886  | 1891  | 1896  |
| ----- | ----- | ----- | ----- | ----- | ----- | ----- | ----- | ----- |
| 3 663 | 3 557 | 3 571 | 3 556 | 3 556 | 3 658 | 3 577 | 3 658 | 3 606 |

| 1901  | 1906  | 1911  | 1921  | 1926  | 1931  | 1936  | 1946  | 1954  |
| ----- | ----- | ----- | ----- | ----- | ----- | ----- | ----- | ----- |
| 3 628 | 3 836 | 3 887 | 3 823 | 3 758 | 3 713 | 3 768 | 4 098 | 4 036 |

| 1962  | 1968  | 1975  | 1982  | 1990  | 1999  | 2006  | 2011  | 2016  |
| ----- | ----- | ----- | ----- | ----- | ----- | ----- | ----- | ----- |
| 4 389 | 4 484 | 5 168 | 6 435 | 6 600 | 6 997 | 7 568 | 8 244 | 8 355 |

| 2021  | 2022  | - | - | - | - | - | - | - |
| ----- | ----- | - | - | - | - | - | - | - |
| 8 589 | 8 633 | - | - | - | - | - | - | - |

### Pyramide des âges
La population de la commune est relativement jeune.
En 2018, le taux de personnes d'un âge inférieur à 30 ans s'élève à 36,3 %, soit au-dessus de la moyenne départementale (32,5 %). À l'inverse, le taux de personnes d'âge supérieur à 60 ans est de 23,1 % la même année, alors qu'il est de 29,8 % au niveau départemental.
En 2018, la commune comptait 4 147 hommes pour 4 318 femmes, soit un taux de 51,01 % de femmes, légèrement inférieur au taux départemental (51,41 %).
Les pyramides des âges de la commune et du département s'établissent comme suit.
| Hommes | Classe d’âge | Femmes |
| ------ | ------------ | ------ |
| 0,4    | 90 ou +      | 1,4    |
| 5,4    | 75-89 ans    | 9,3    |
| 14,7   | 60-74 ans    | 14,9   |
| 20,6   | 45-59 ans    | 20,0   |
| 20,5   | 30-44 ans    | 20,1   |
| 15,1   | 15-29 ans    | 13,9   |
| 23,2   | 0-14 ans     | 20,5   |

| Hommes | Classe d’âge | Femmes |
| ------ | ------------ | ------ |
| 0,7    | 90 ou +      | 2,2    |
| 7,8    | 75-89 ans    | 11,5   |
| 19,2   | 60-74 ans    | 20,1   |
| 20,8   | 45-59 ans    | 19,7   |
| 17,7   | 30-44 ans    | 16,6   |
| 17,1   | 15-29 ans    | 14,7   |
| 16,8   | 0-14 ans     | 15,2   |

## Politique et administration

### Héraldique
| Blason de Plabennec | Blason  | Écartelé aux premier et quatrième d'azur à la tour sommée de trois tourillons d'argent, portée sur une demi-roue du même, au deuxième et au troisième d'or au lion d'azur ; le tout sommé d'un chef d'argent chargé de cinq mouchetures d'hermine de sable. DeviseVar araog atao (« En avant toujours »). |
| Blason de Plabennec | Détails | Le blason reprend les armes de la famille de Kermavan écartelées par courtoisie de celles de la famille de Lesquelen . Conception : Yann Nicolas. Le statut officiel du blason reste à déterminer. |

## Monuments et sites

### Monuments religieux
- La chapelle de Locmaria (ou Locamrai-Lann): immédiatement le regard est attiré par l'imposant clocher, décoré d'un double étage de beffroi terminé par une flèche pyramidale, qui date de la Renaissance (construit en 1580) et en affiche toutes les coquetteries. Cette tour était célèbre dans le pays et une affinité mystérieuse la reliait, selon la légende, à celle, plus vénérable encore de Lochrist-an-Izelvat en Plounévez. Le porche abritait douze statues de saintes en costume du XVIe siècle et non celles des douze apôtres comme on aurait pu le croire.
Une fois dans la chapelle, on est frappé pas son dénuement. Peut-être doit-elle cette austérité à son histoire. En effet, la chapelle du XIIIe siècle, supporta bien mal le lourd poids des ans et des siècles. Tombée en ruine lors de la Révolution française (son clocher tomba sur la toiture en 1833), elle fut restaurée en 1841 en étant raccourcie d'une travée et les travaux pour la mettre en valeur continuent encore aujourd'hui. Le maître-autel en kersanton est décoré de panneaux néogothiques finement sculptés, le retable porte la date de 1682. Son porche est décoré de statues de douze saintes, en bois et portant le costume de la fin du XVIe siècle. La croix-calvaire située à proximité, datée de 1527, compte onze personnages[66].

Il se dégage de cette chapelle, un savant mélange de luxe et de sobriété, d'exubérance et d'austérité, un calme reposant, un charme étrange. Tanguy Malmanche les a d'ailleurs bien éprouvés, lui qui venait souvent se promener dans le coin : « durant les chaudes journées d'été, je ne connais pas d'asiles plus agréables que ces chapelles sur la campagne. Il y règne la fraîcheur d'une cave qui serait ensoleillée ».

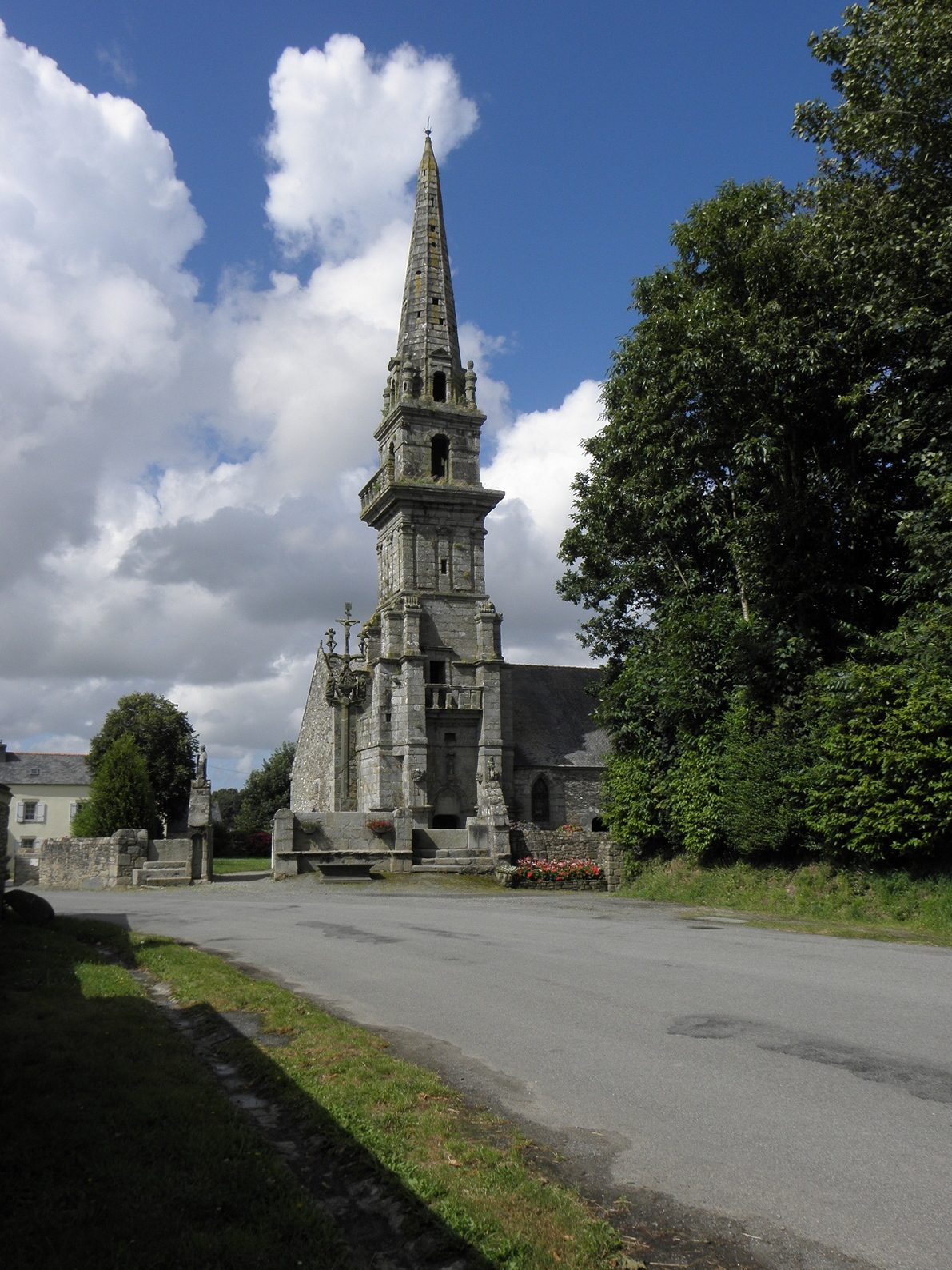
La chapelle de Locmaria : vue extérieure d'ensemble.
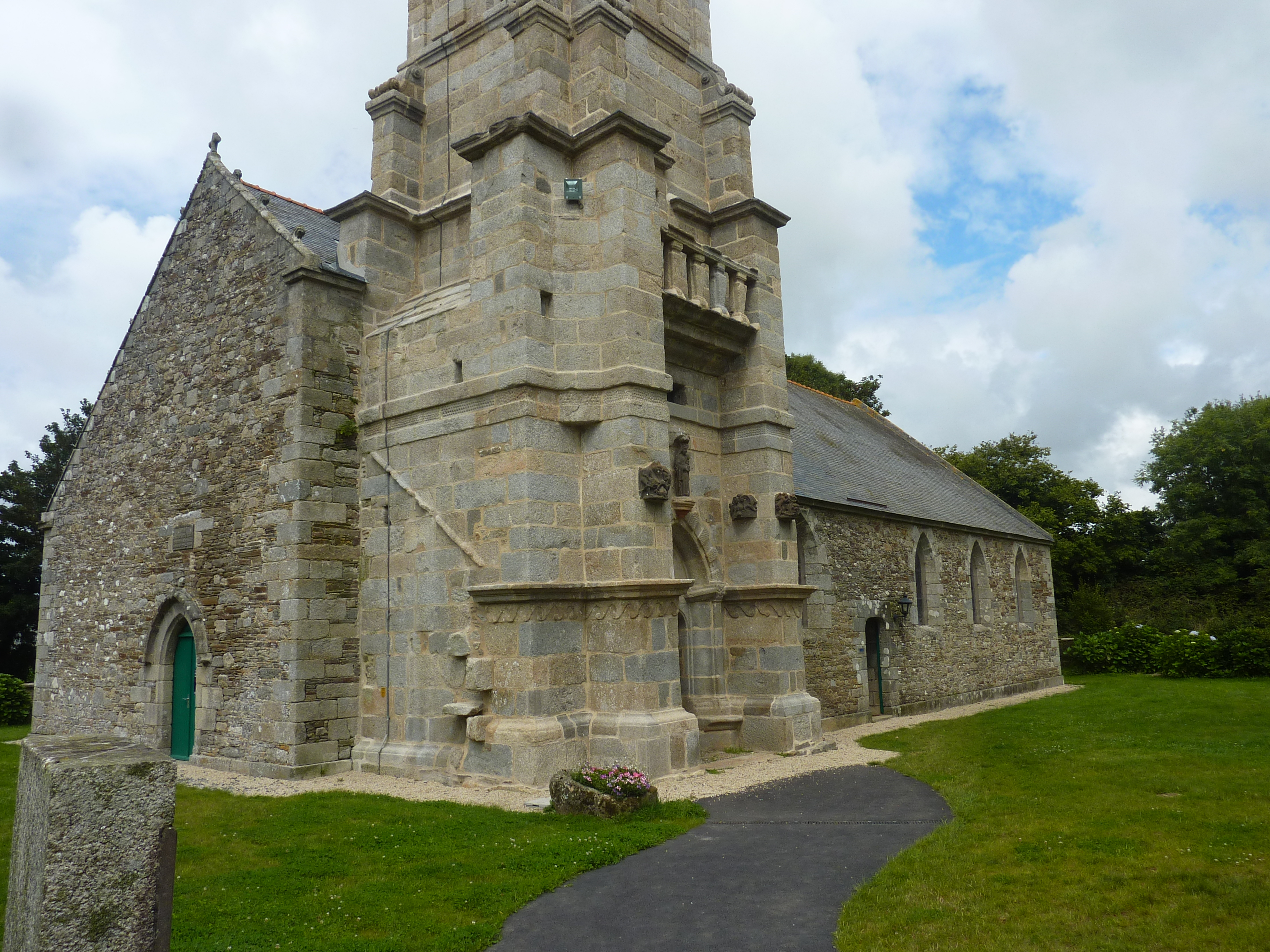
La chapelle de Locmaria (sauf le clocher).
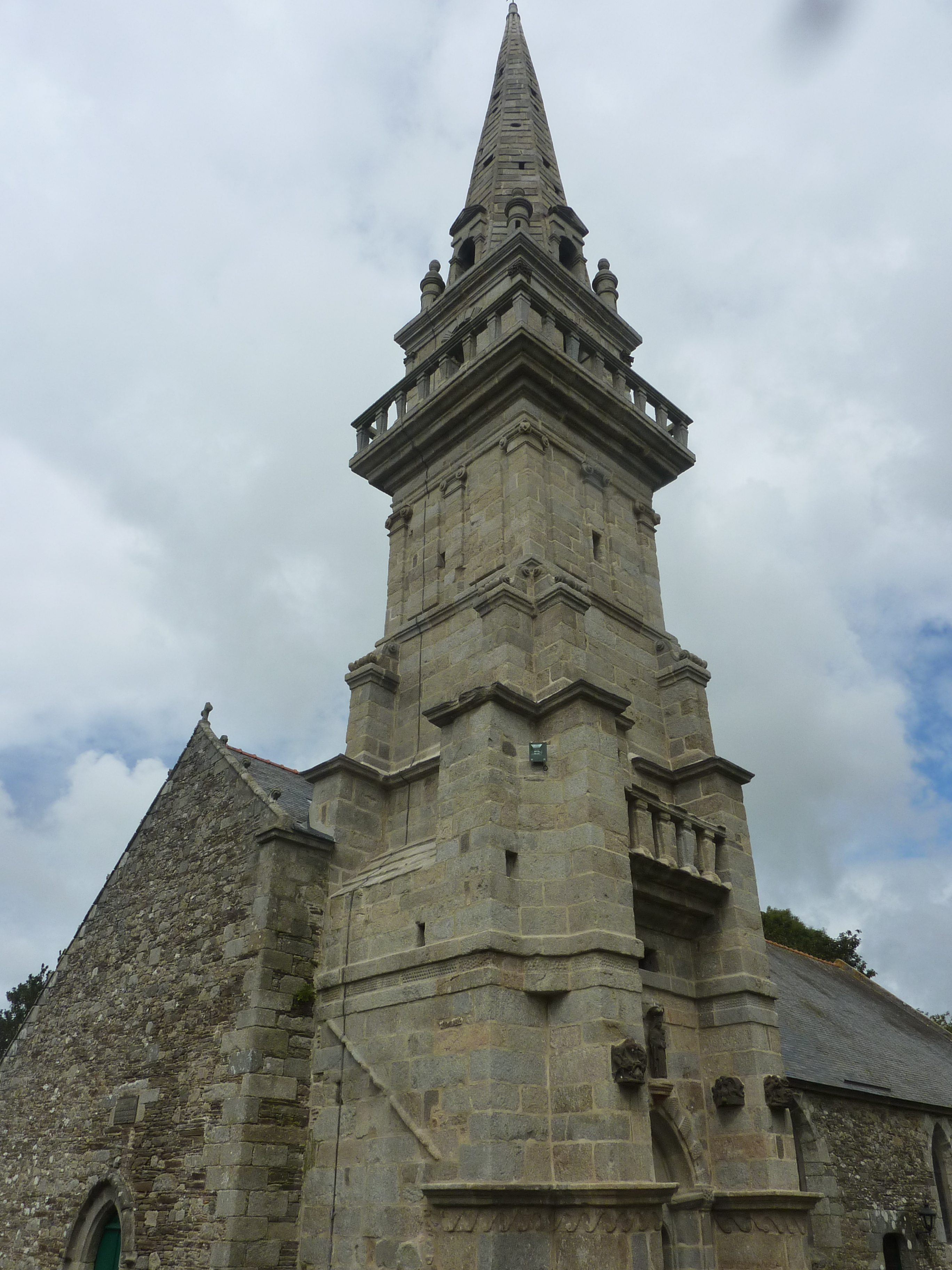
Le clocher de la chapelle de Locmaria.
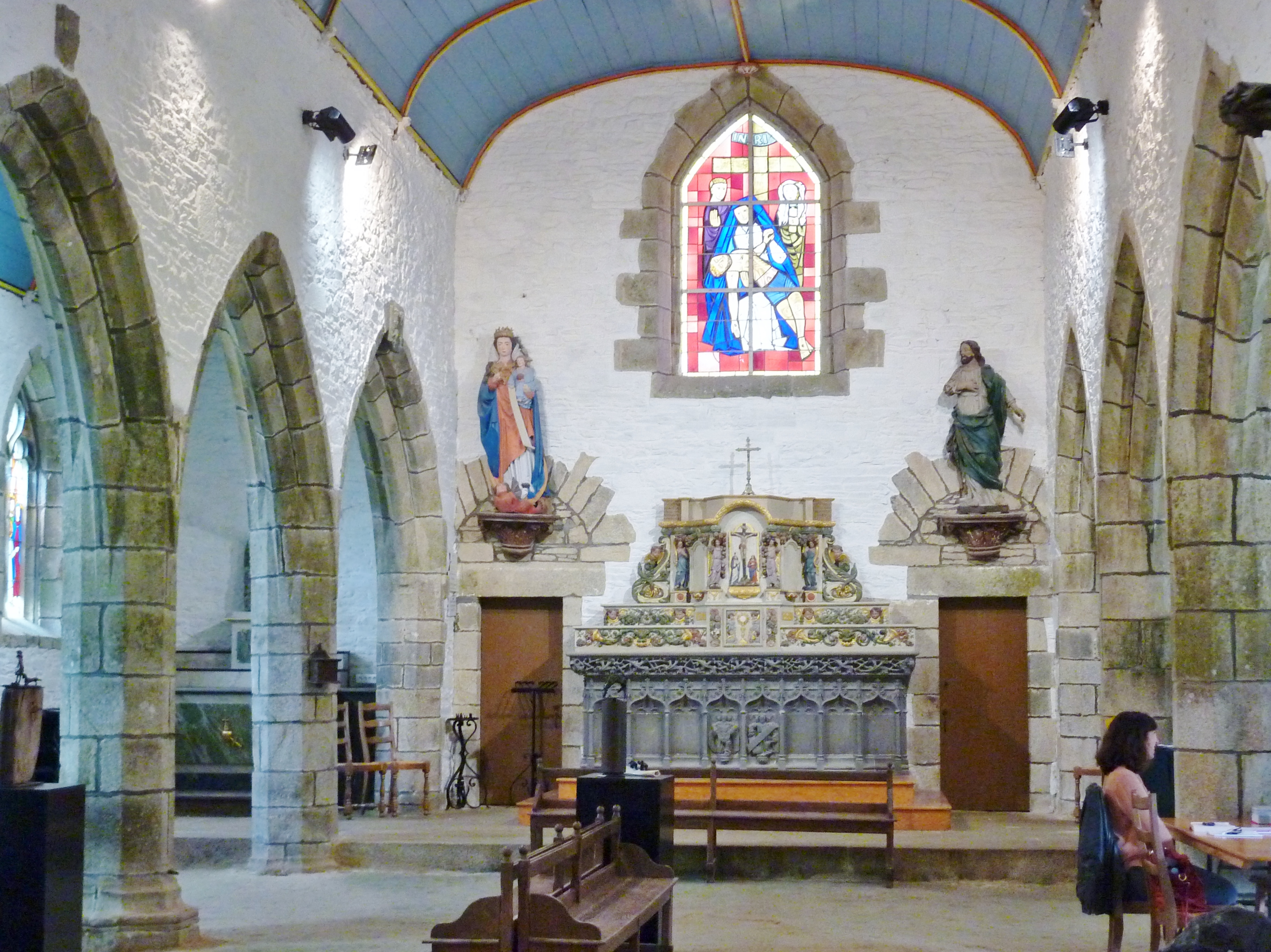
Chapelle de Locmaria, vue intérieure d'ensemble.
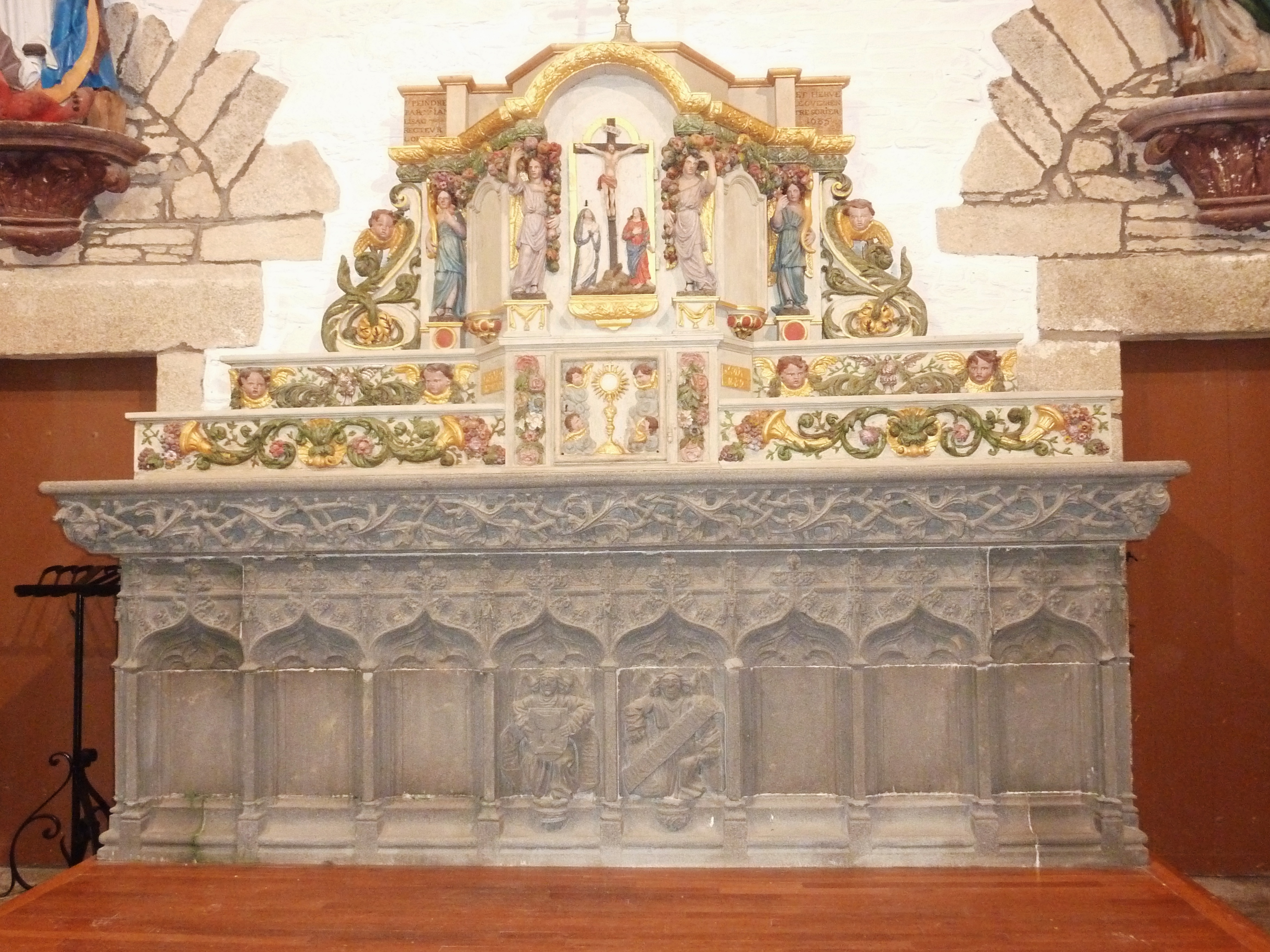
Le maître-autel de la chapelle de Locmaria.
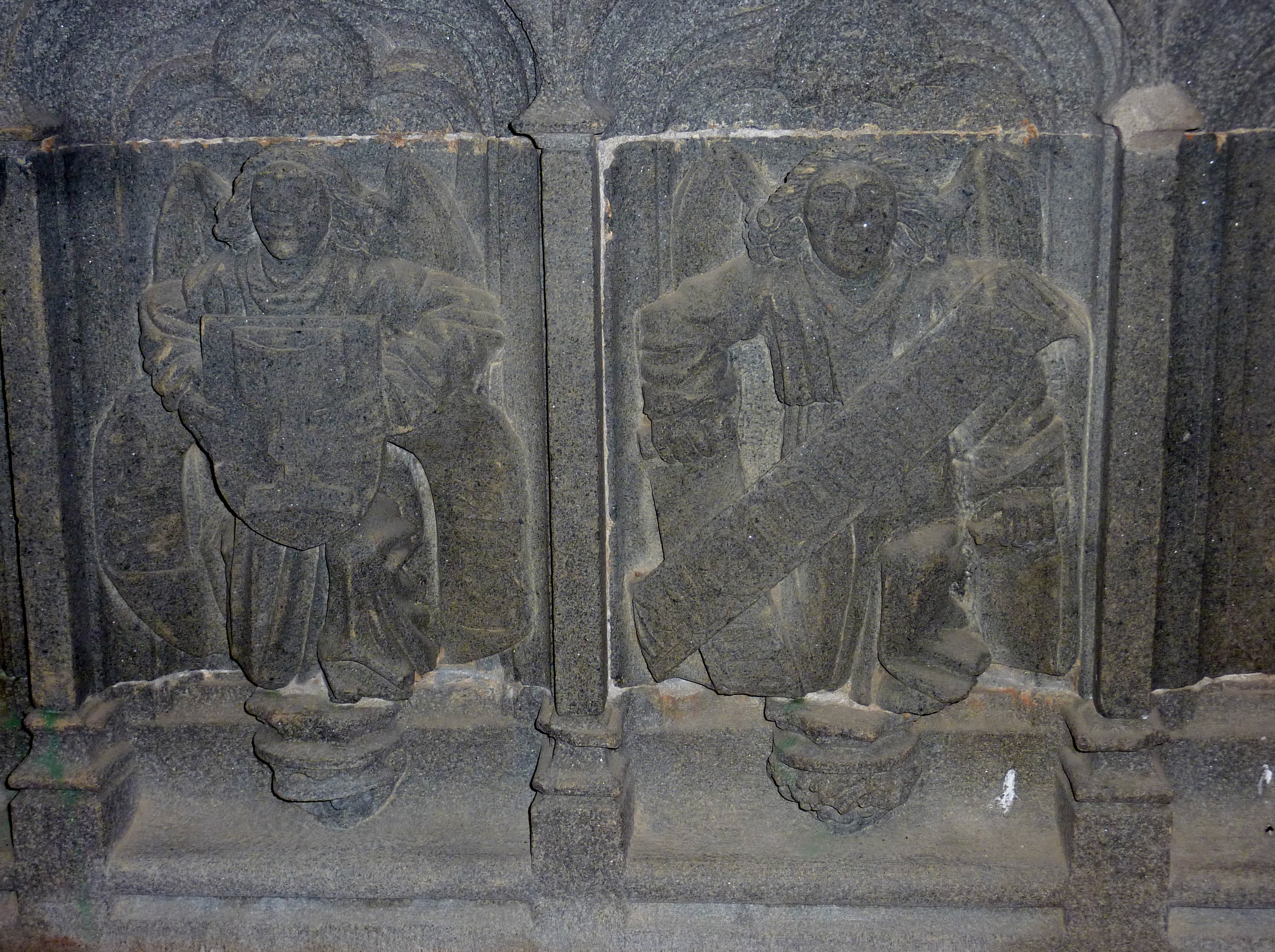
Deux des panneaux du maître-autel sculptés dans la pierre de kersanton.
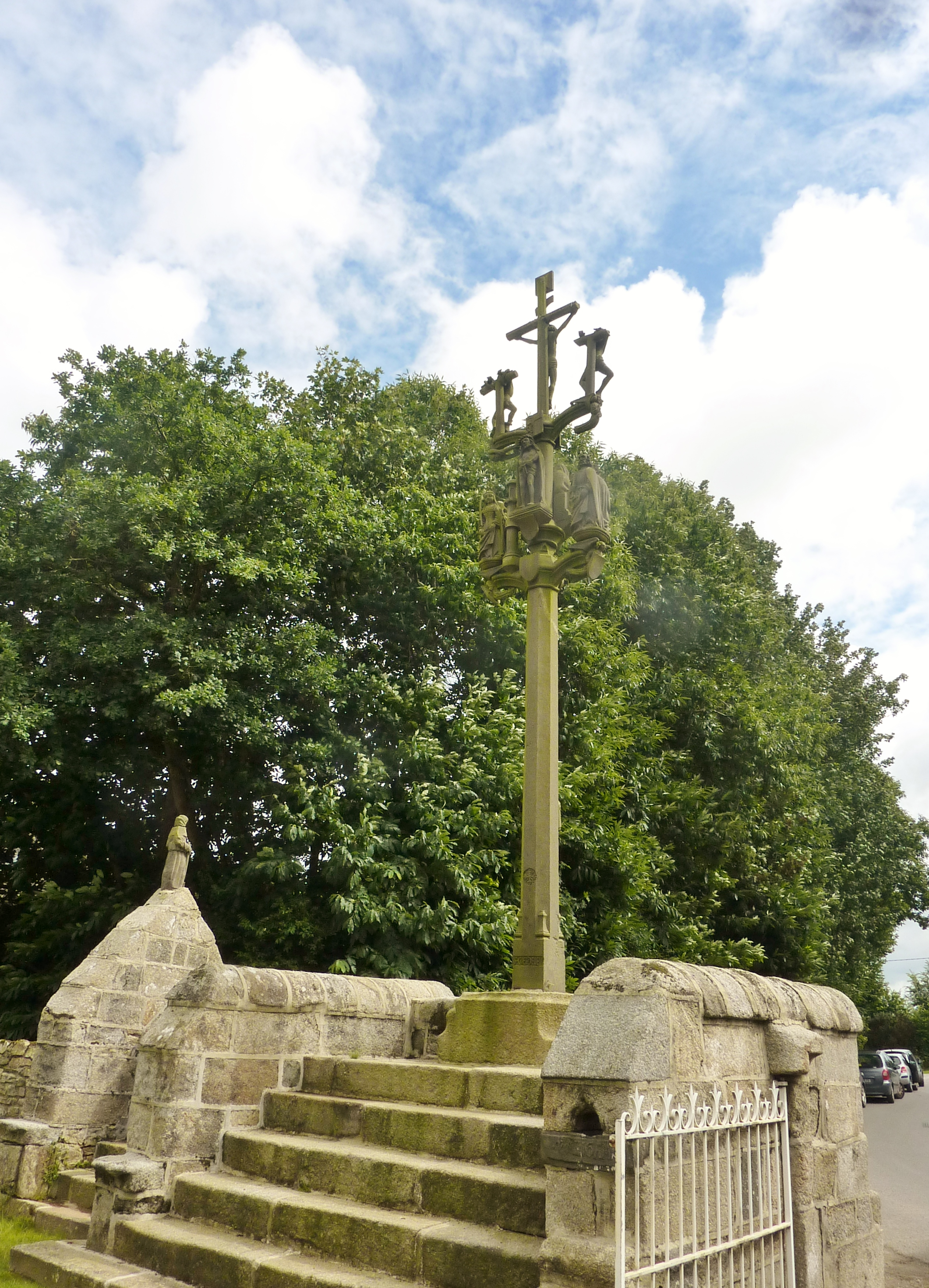
Le calvaire près de la chapelle de Locmaria.
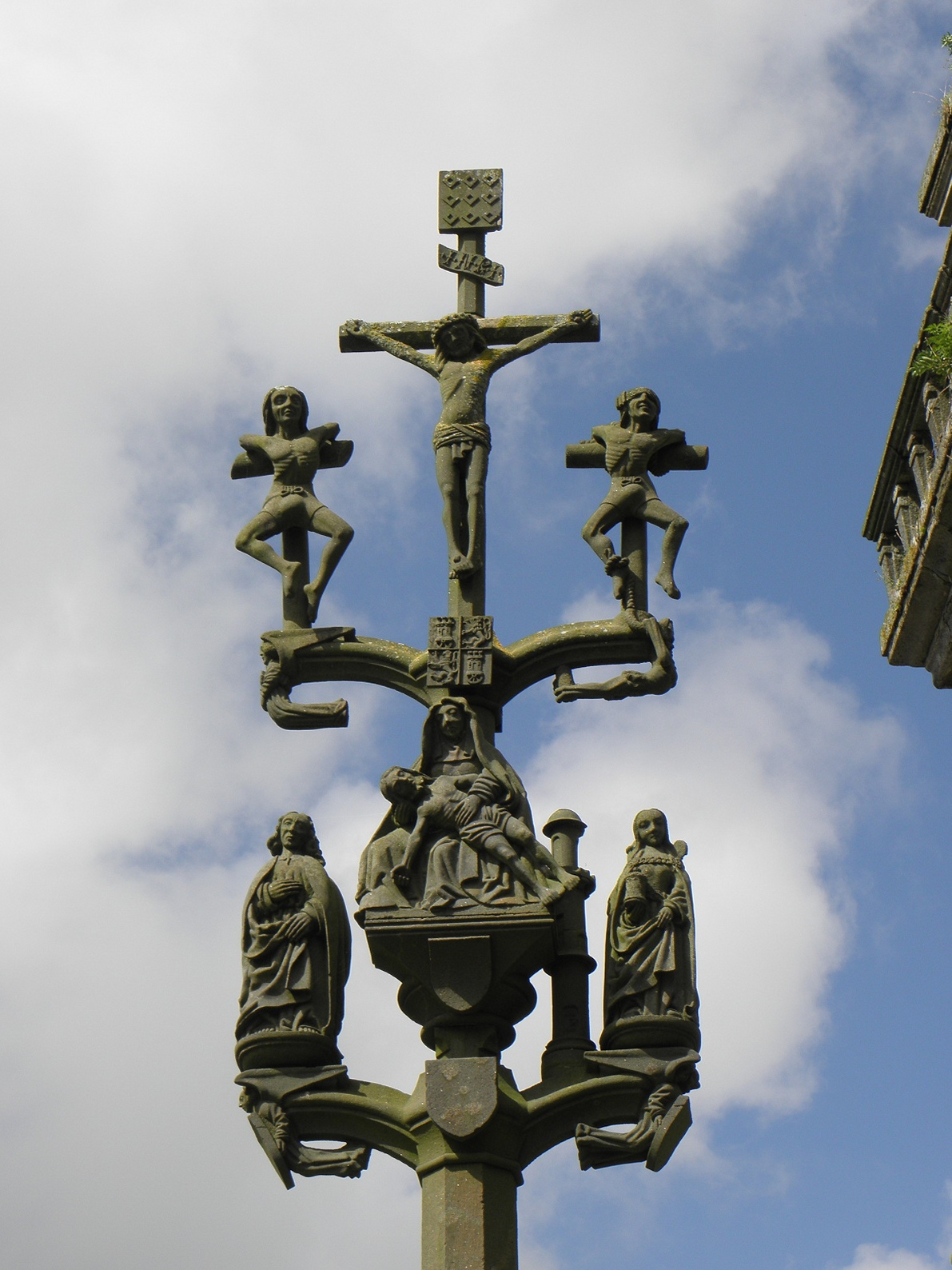
Partie sommitale du calvaire de la chapelle de Locmaria.

- La chapelle de Lanorven, dédiée à sainte Anne, de plan rectangulaire, est située sur la route de Kersaint-Plabennec. Elle date du XVIe siècle mais a été restaurée en 1660 et à nouveau en 1891. Elle possède des statues de saint Cadou et de sainte Anne ainsi qu'un groupe statuaire représentant sainte Anne et la Vierge Marie. La toile située au-dessus de l'autel illustre l'éducation de Marie et date de 1868. Une association de quartier dénommée Santez Anna Lanorven s'est créée pour la sauver de la ruine[67].

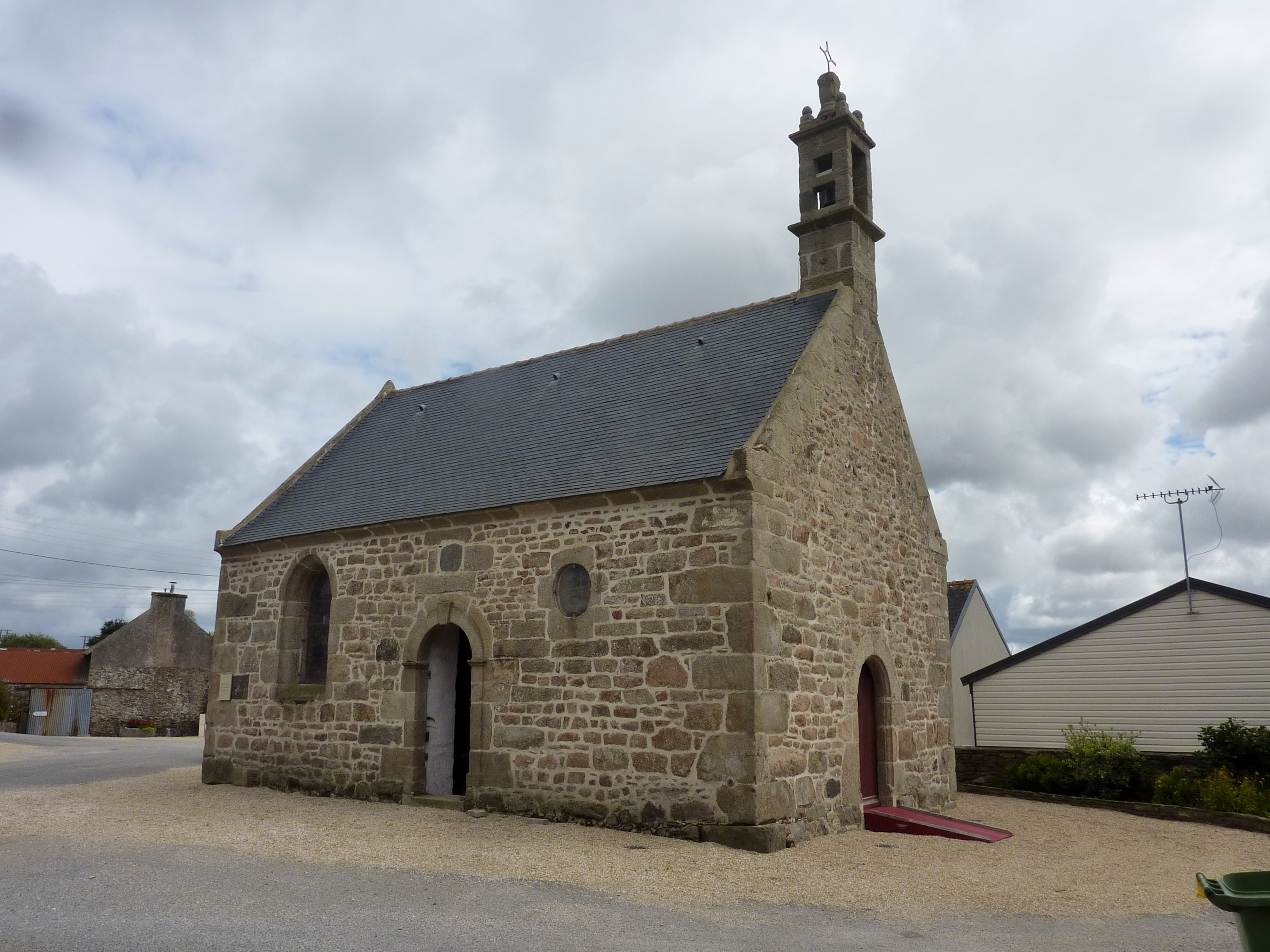
Chapelle de Lanorven : vue extérieure d'ensemble.
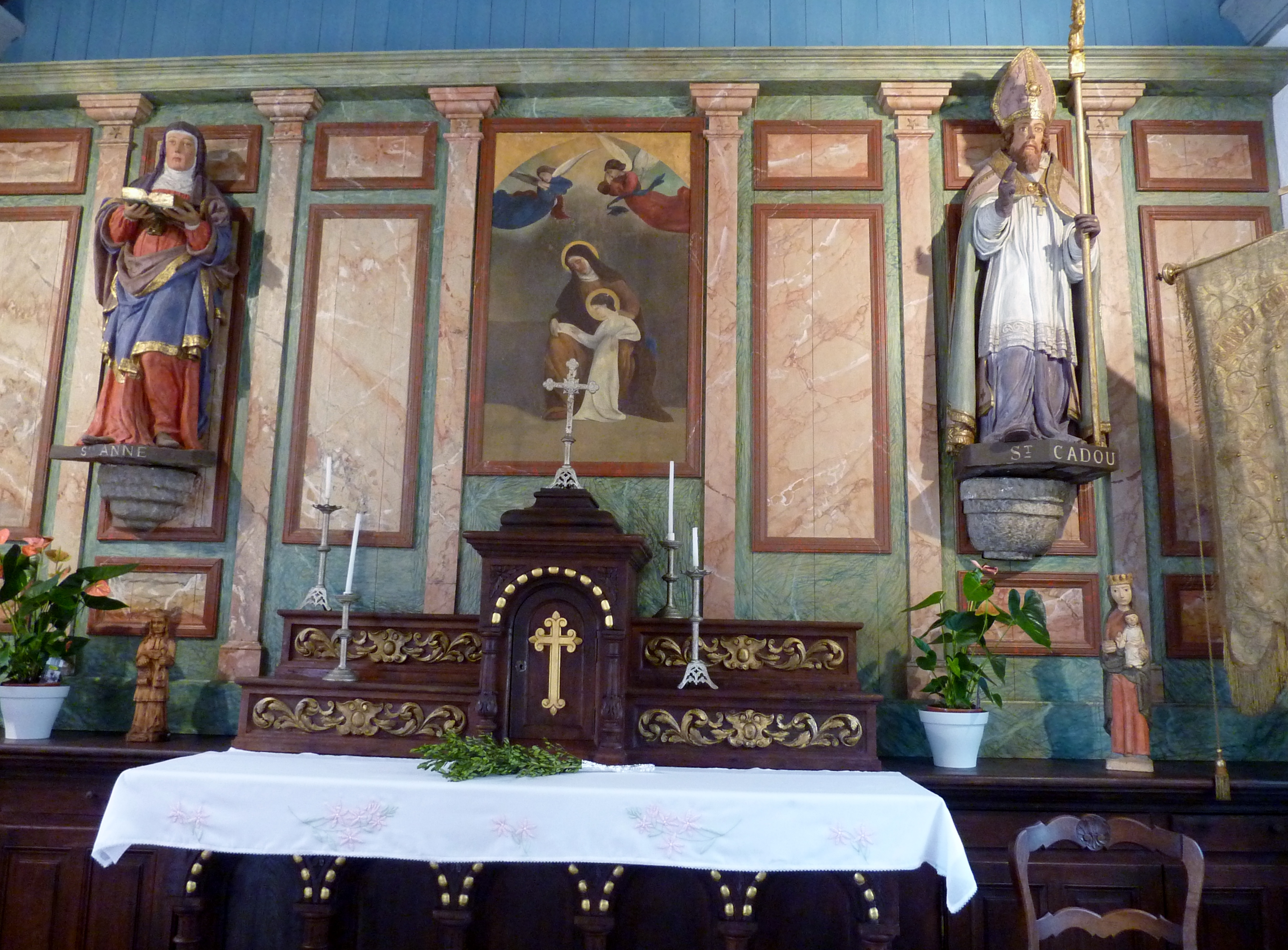
Le chœur de la chapelle Sainte-Anne de Lanorven.
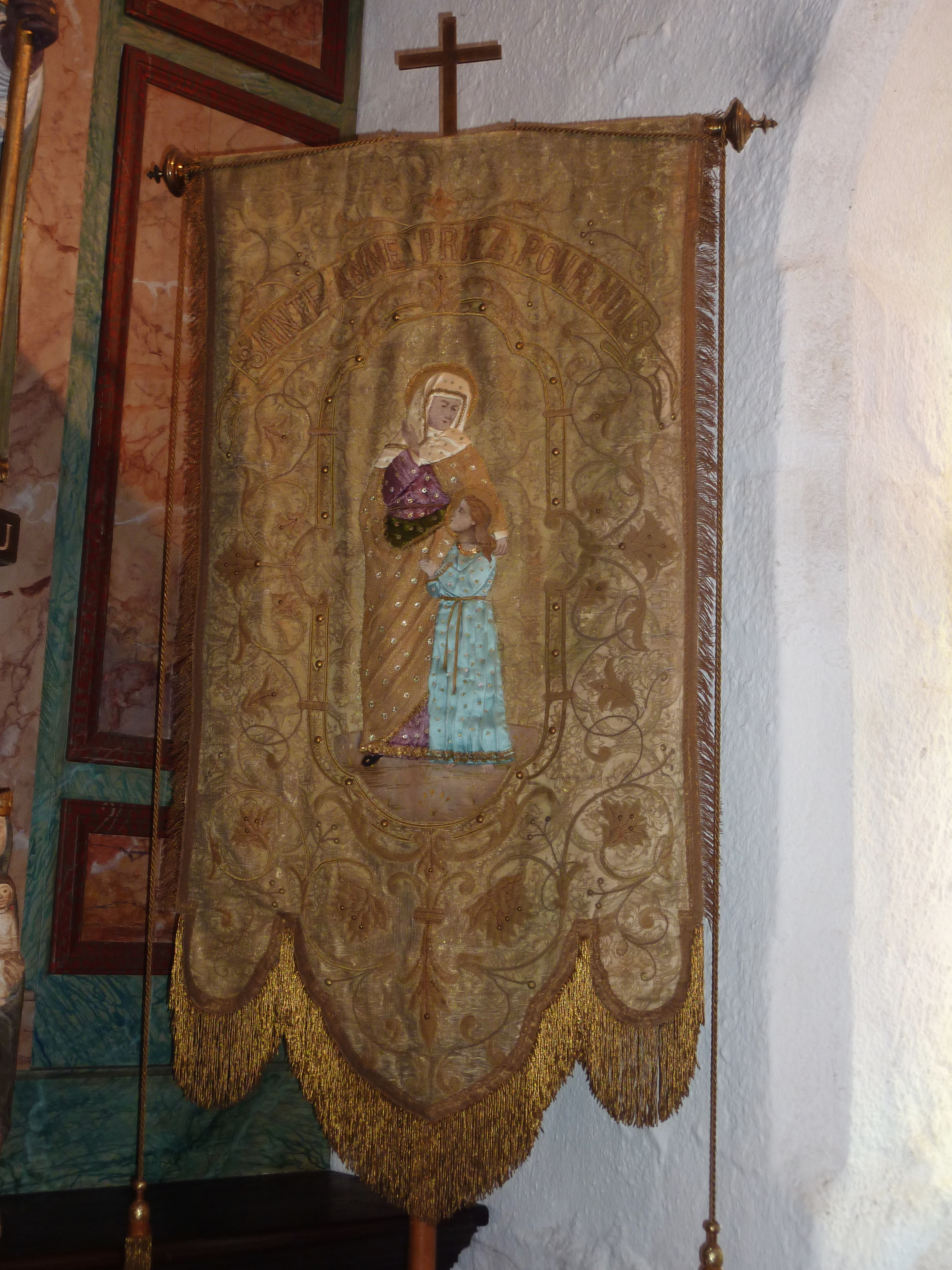
Chapelle de Lanorven : bannière de procession dédiée à sainte Anne.
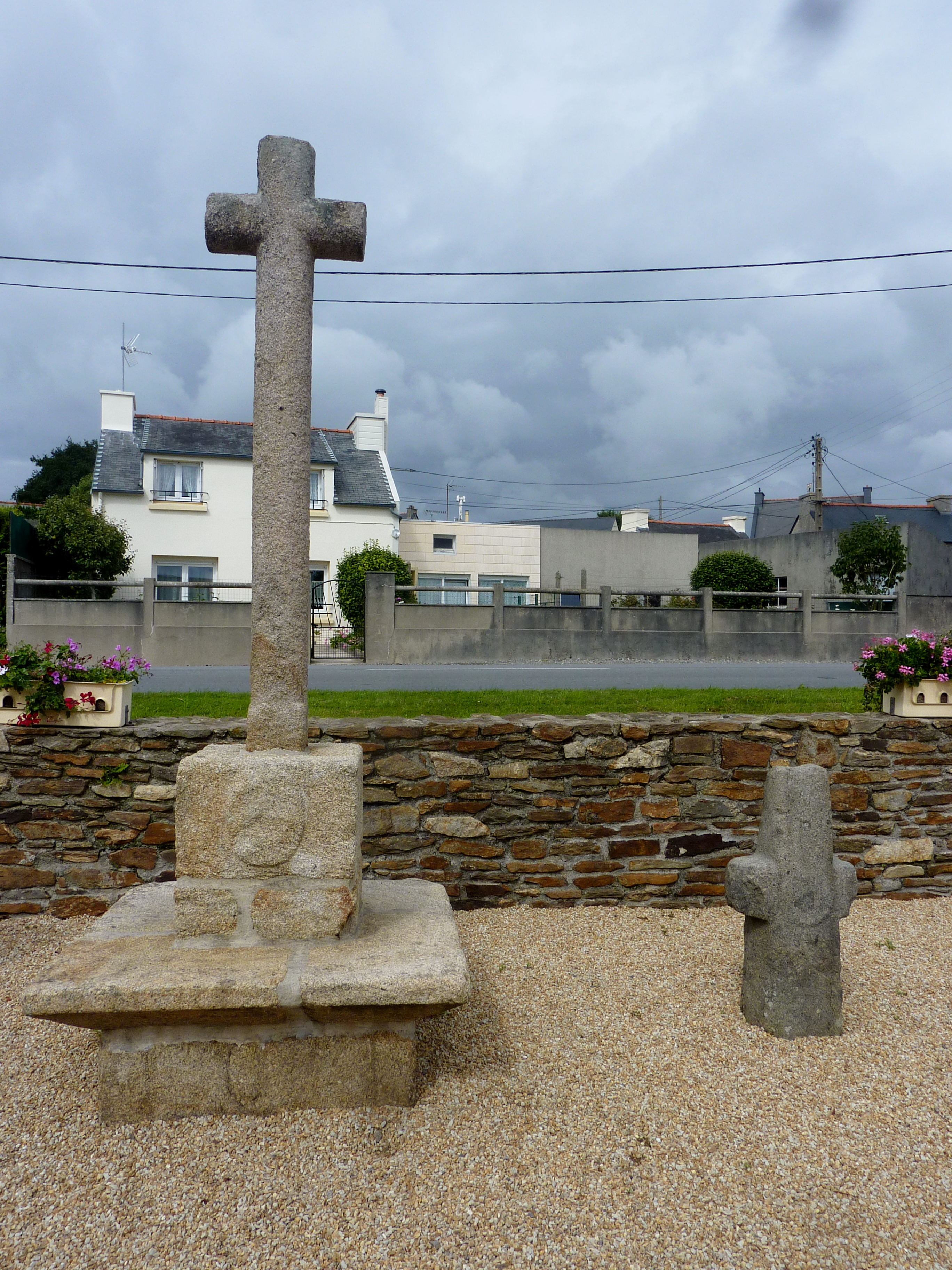
Croix et calvaire dans l'enclos de la chapelle de Lanorven.

- L'église paroissiale Saint-Thénénan : c'est au cœur d'un paysage paradisiaque que saint Thénénan (ou Ténénan) fonda l'église de Plabennec. Thénénan était, si on en croit la légende, extraordinairement beau, si beau qu'il était l'un des plus brillants seigneurs des « nobles cours ». Las de cette vie de luxe et de tous ses succès faciles, Thénénan supplia le Seigneur de l'enlaidir. Ce dernier entendit sa prière et couvrit son corps d'une lèpre repoussante. Thénénan consacra alors sa vie aux bonnes œuvres et fit preuve d'une grande bonté et charité. Après quelques années d'épreuve, saint Carantec décida de le guérir et l'envoya en Armorique. Là, il fonda l'église de Plabennec et celle de la Forest. Il défendit vaillamment le pays contre les incursions danoises et peu après fut appelé au siège épiscopal de Saint-Pol. Il mourut en 635.
L'église actuelle a été construite en 1720 à l'emplacement exact de l'ancienne. Les bâtisseurs ont d'ailleurs conservé de cet ancien édifice le clocher et le porche méridional de style classique datant de 1674. Le clocher, imitation de celui de Berven, date quant à lui de 1672. Il a beaucoup souffert de l'usure du temps et s'il a pu être conservé en 1720, il fut frappé par la foudre, le 17 septembre 1755. Complètement décapité, une restauration s'imposait. Il fallut attendre 1762 pour que le clocher soit reconstruit. Il est assez étonnant et détonne un peu dans le paysage. Vue de loin, la tour, terminée brusquement en dôme, présente l'aspect d'une coupole d'église russe.
 Mais le principal intérêt de cette église Saint-Thénénan n'est pas tant son allure générale que son mobilier. En effet, l'autel latéral de droite est décoré d'un retable du Rosaire (c'est-à-dire le triple Chapelet) à saint Dominique et à sainte Catherine de Sienne, autour sont développés les grands mystères liturgiques. Ce retable serait l'œuvre du grand sculpteur landernéen Maurice Le Roux, réalisé en 1602. C'est également à ce talentueux sculpteur que l'on doit le retable de la chapelle sud du transept, réalisé quant à lui en 1682. On trouve un troisième retable dans la petite chapelle nord du transept, datant du XVIIIe siècle et mettant en scène la Flagellation. Dans les panneaux latéraux, on peut admirer David et sainte Cécile en bas-relief. L'église abrite les statues de saint Ténénan, saint Pierre, saint Paul, saint Sébastien, saint Roch, saint Herbot et saint Yves.
À proximité se trouvent un calvaire original et un petit ossuaire.

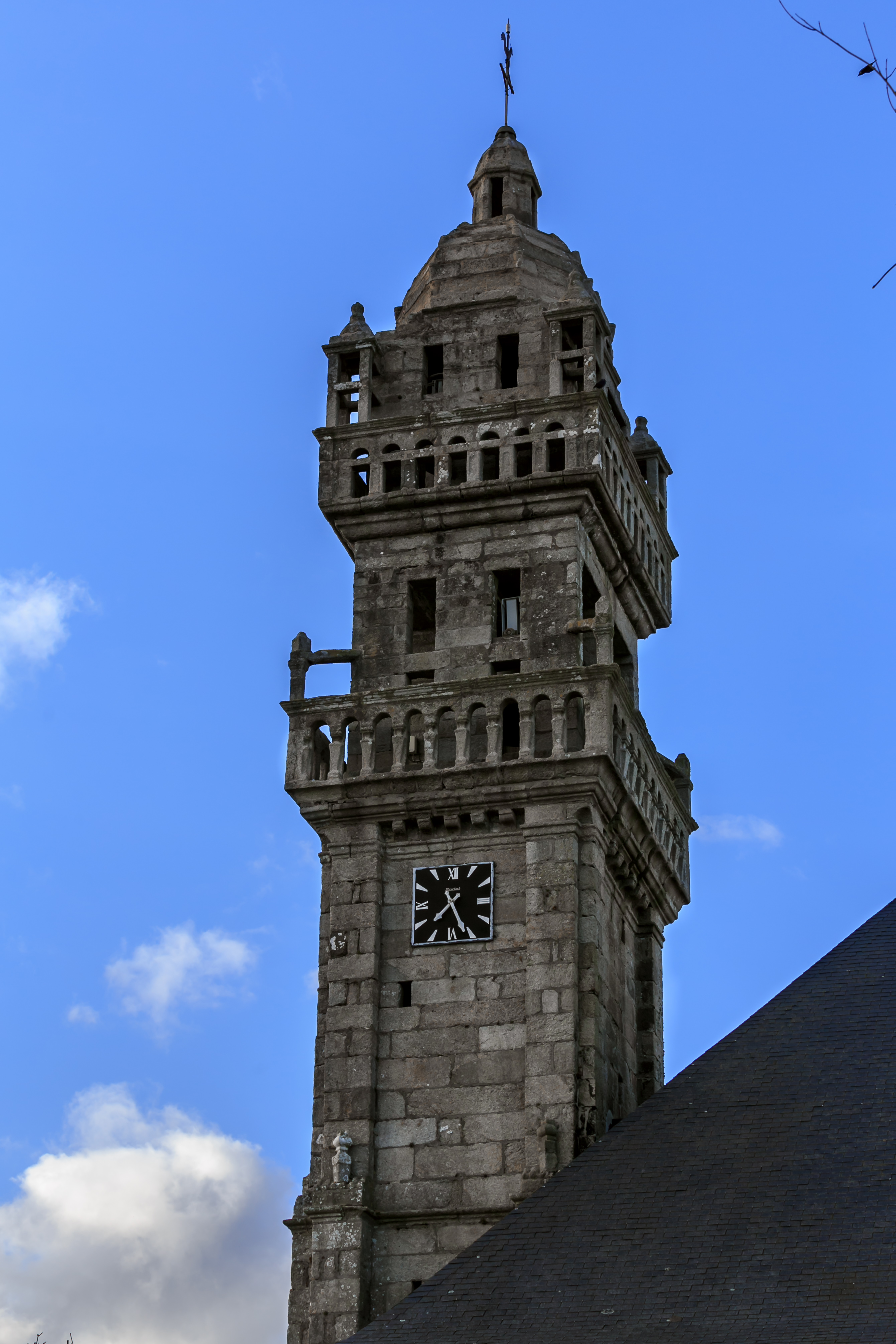
Clocher de l'église paroissiale Saint-Ténénan.
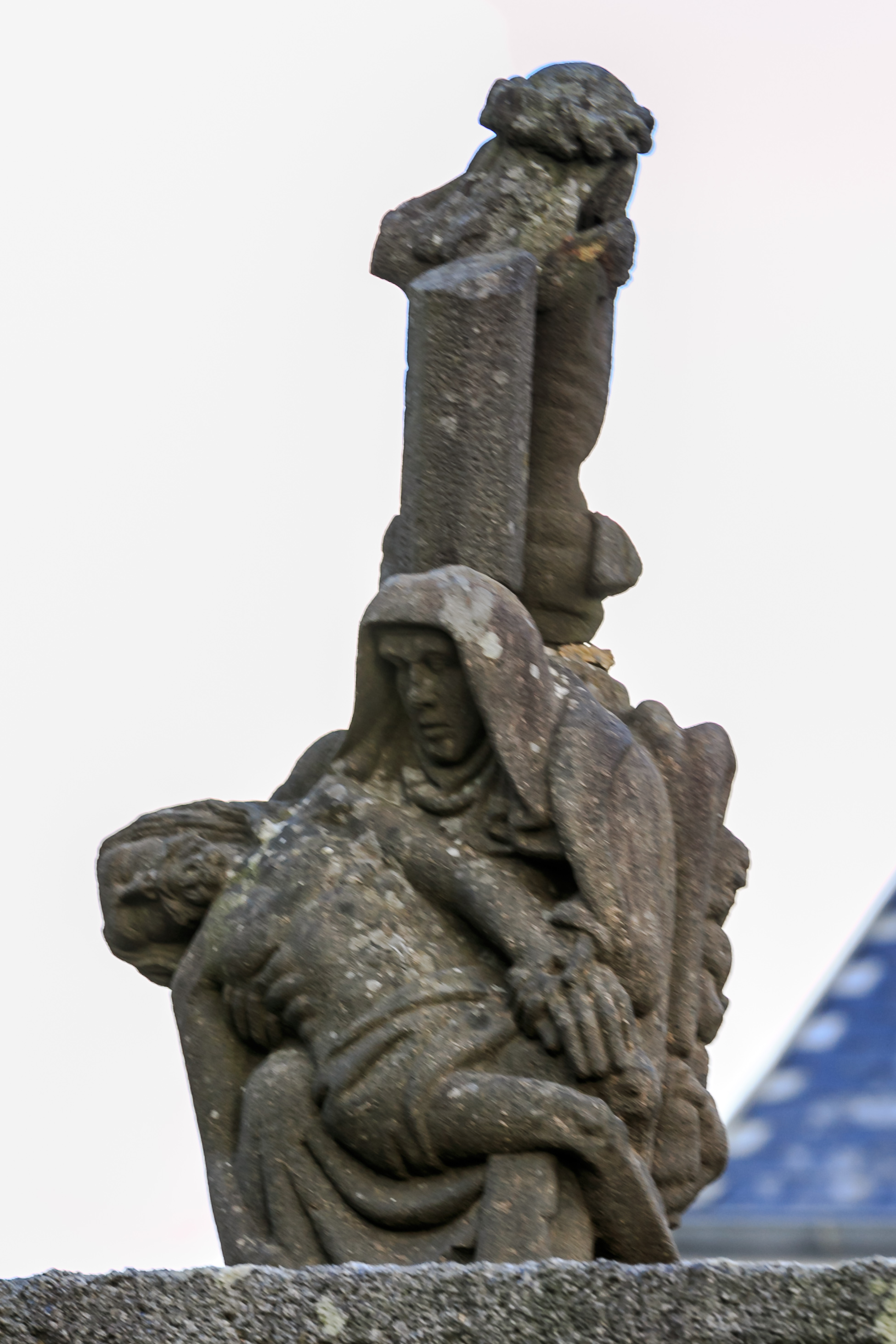
Calvaire de l'église Saint-Ténénan : piétà.
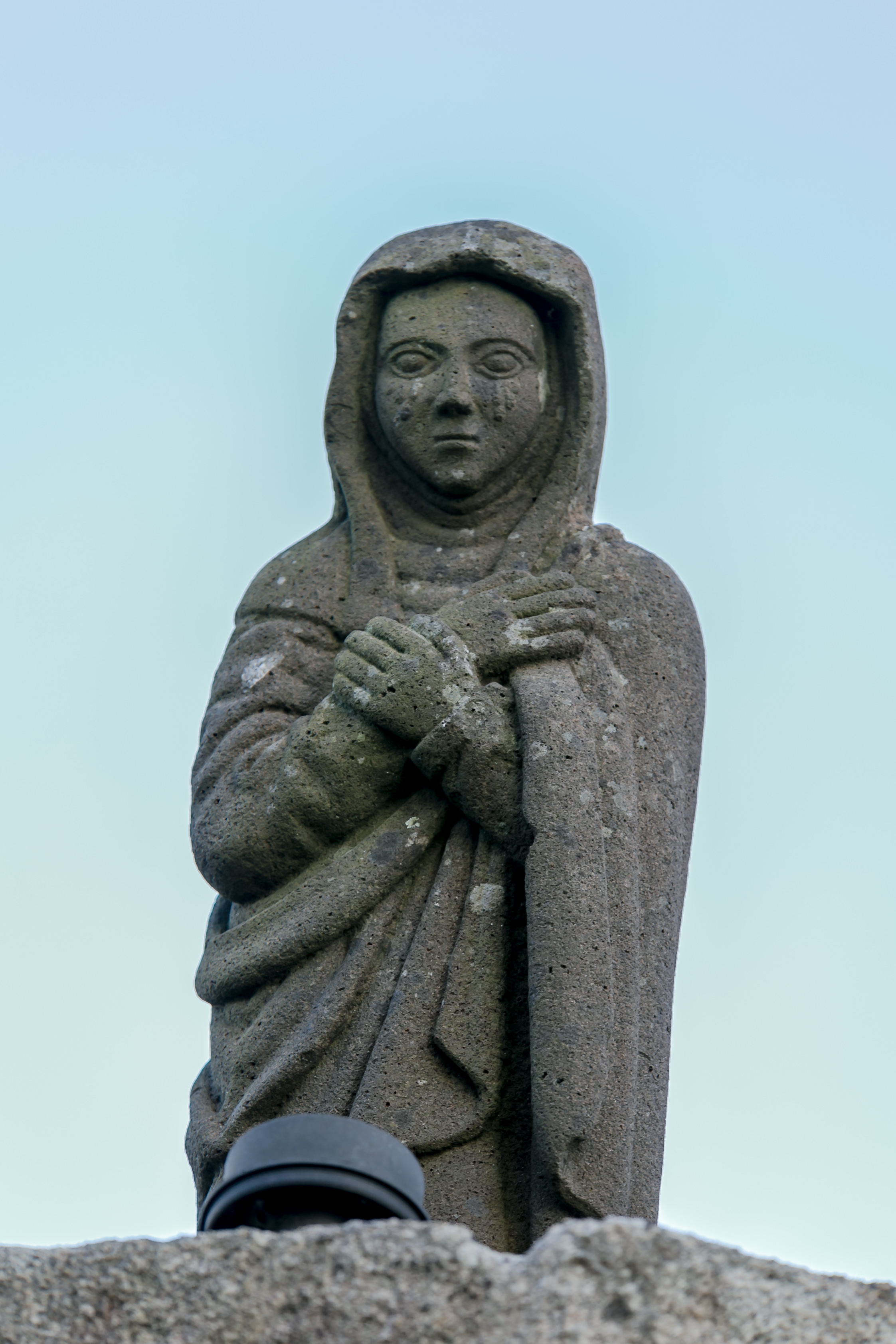
Calvaire de l'église Saint-Ténénan : statue de la Vierge Marie les mains croisées.
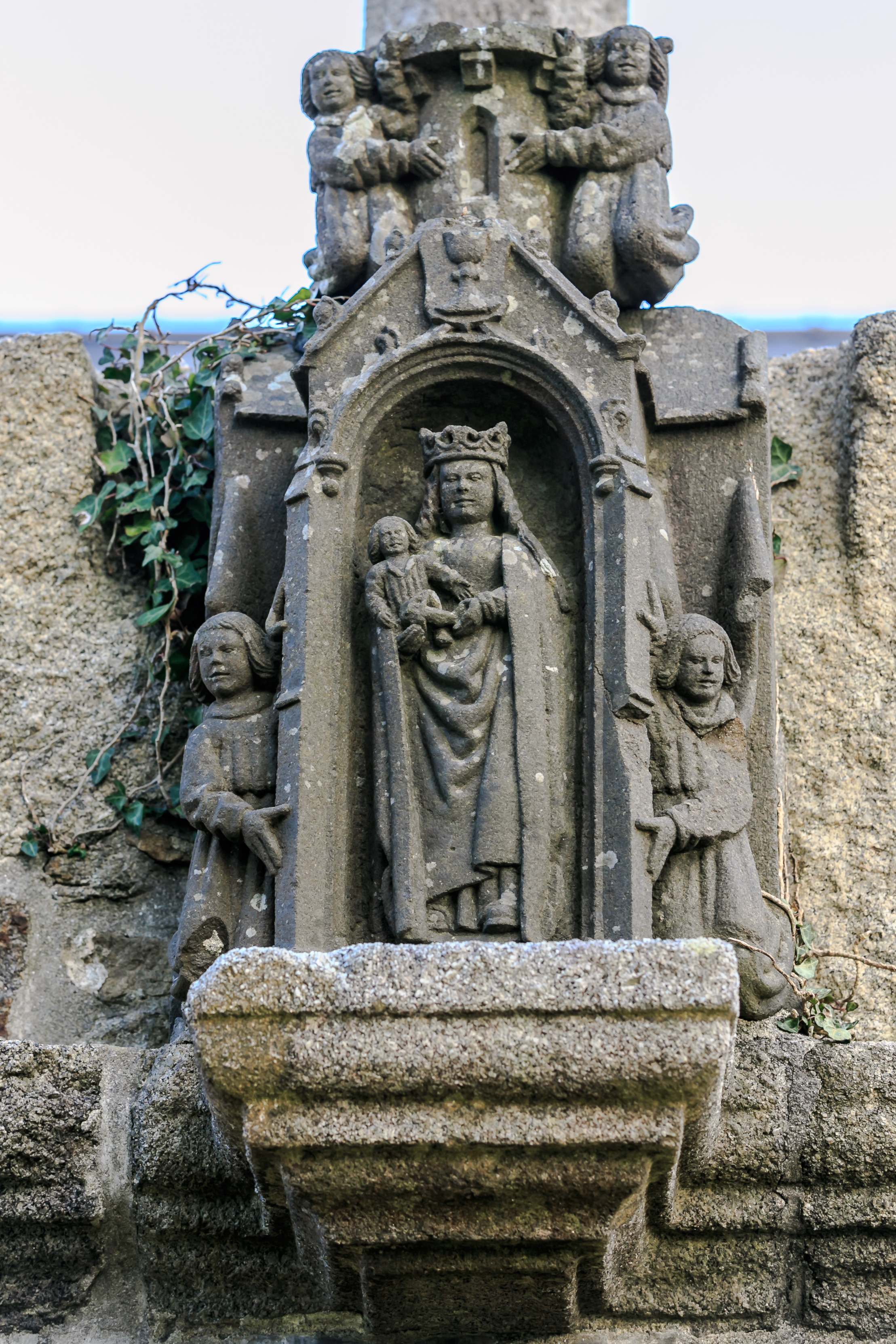
Calvaire de l'église Saint-Ténénan : la Vierge tenant l'Enfant Jésus.
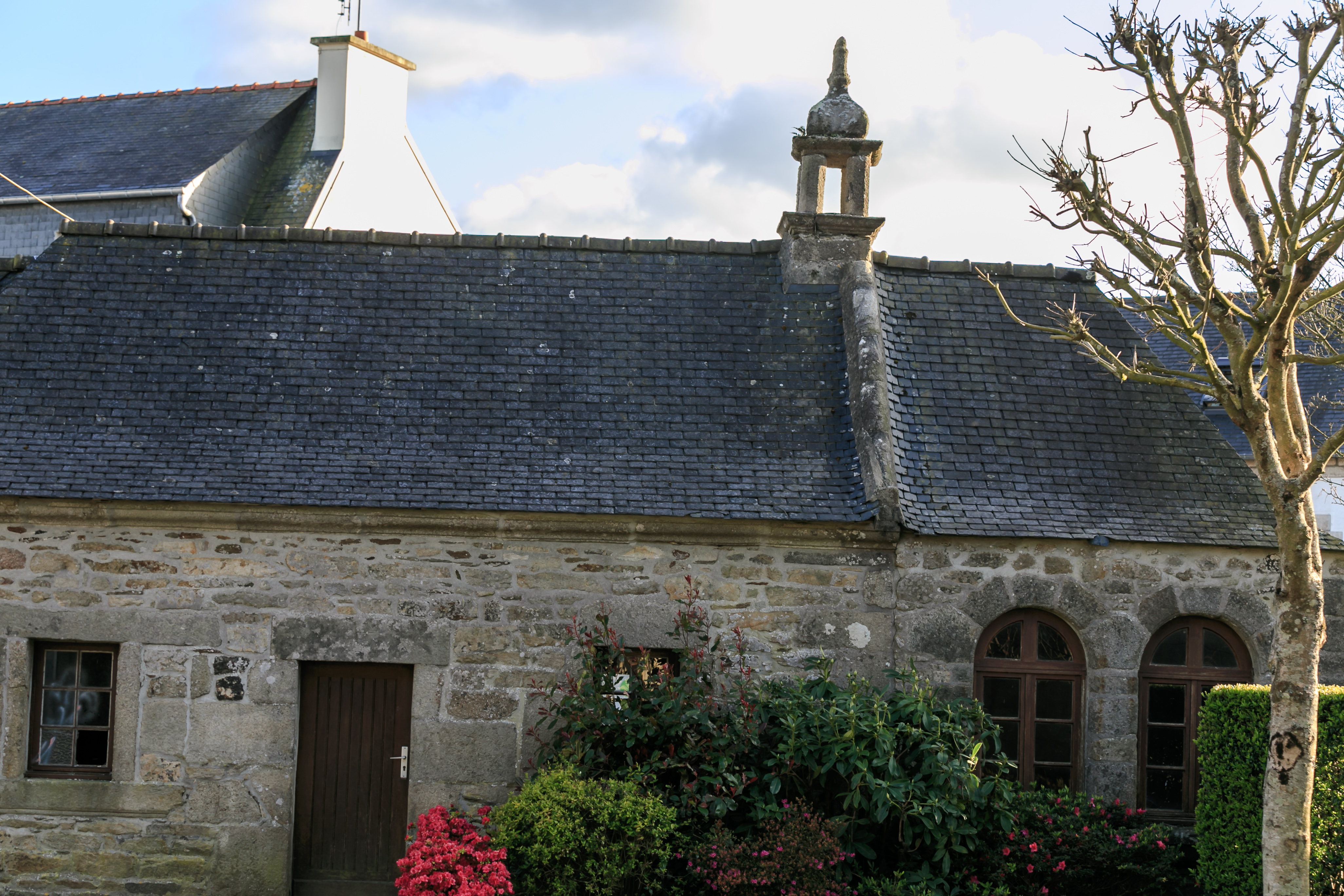
L'ossuaire de l'enclos paroissial de l'église Saint-Ténénan.

- 45 croix et calvaires sont recensés sur le territoire de la commune de Plabennec : c'est, ex-æquo avec Guissény, la troisième commune du Finistère qui en compte le plus (après Plouguerneau (qui en compte 131) et Plouarzel (qui en a 62)[68].

### Monuments civils
- La motte féodale de Lesquelen : il s'agit de vestiges d'un village fortifié du Moyen Âge. Lez signifie en breton « cour seigneuriale », ce qui correspond à une enceinte fortifiée, et kelen veut dire houx. En l'occurrence, c'était le château de la famille Lesquelen, lignée cadette des seigneurs de Léon qui a relevé par mariage en 1279 le nom de la dernière héritière du lieu. Le site de Lesquelen se situe sur une hauteur, à proximité d'une ancienne voie romaine. On y trouve les vestiges d'une occupation allant du VIIe au XVIe siècle. La motte en elle-même est un lieu de défense construit vraisemblablement autour du Xe siècle. Elle se fortifie progressivement : la base de la motte est chemisée[69], un rempart de pierre entoure au sommet de la motte une esplanade d'environ 350 m2, sur laquelle le donjon de bois est remplacé à la fin du XIe ou au début du XIIe siècle par une tour résidentielle en pierre de 36 m2 au sol[70]. 
On peut voir encore aujourd'hui à côté de la motte les vestiges du village et de la chapelle Notre-Dame (Xe-XVIIe siècles)[71],[72] qui occupaient la basse-cour, protégée par des levées de terre et un fossé. Dès la fin du XIVe siècle ou le début du XVe siècle, les seigneurs de Lesquelen délaissent la tour de la motte pour habiter un manoir construit dans la basse-cour. Le site est abandonné au XVIe siècle.
Témoin de l'évolution de l'habitat rural au cours du Moyen Âge, Lesquelen est un site exceptionnel. Il est classé au titre des Monuments historiques le 2 aout 1978[73].

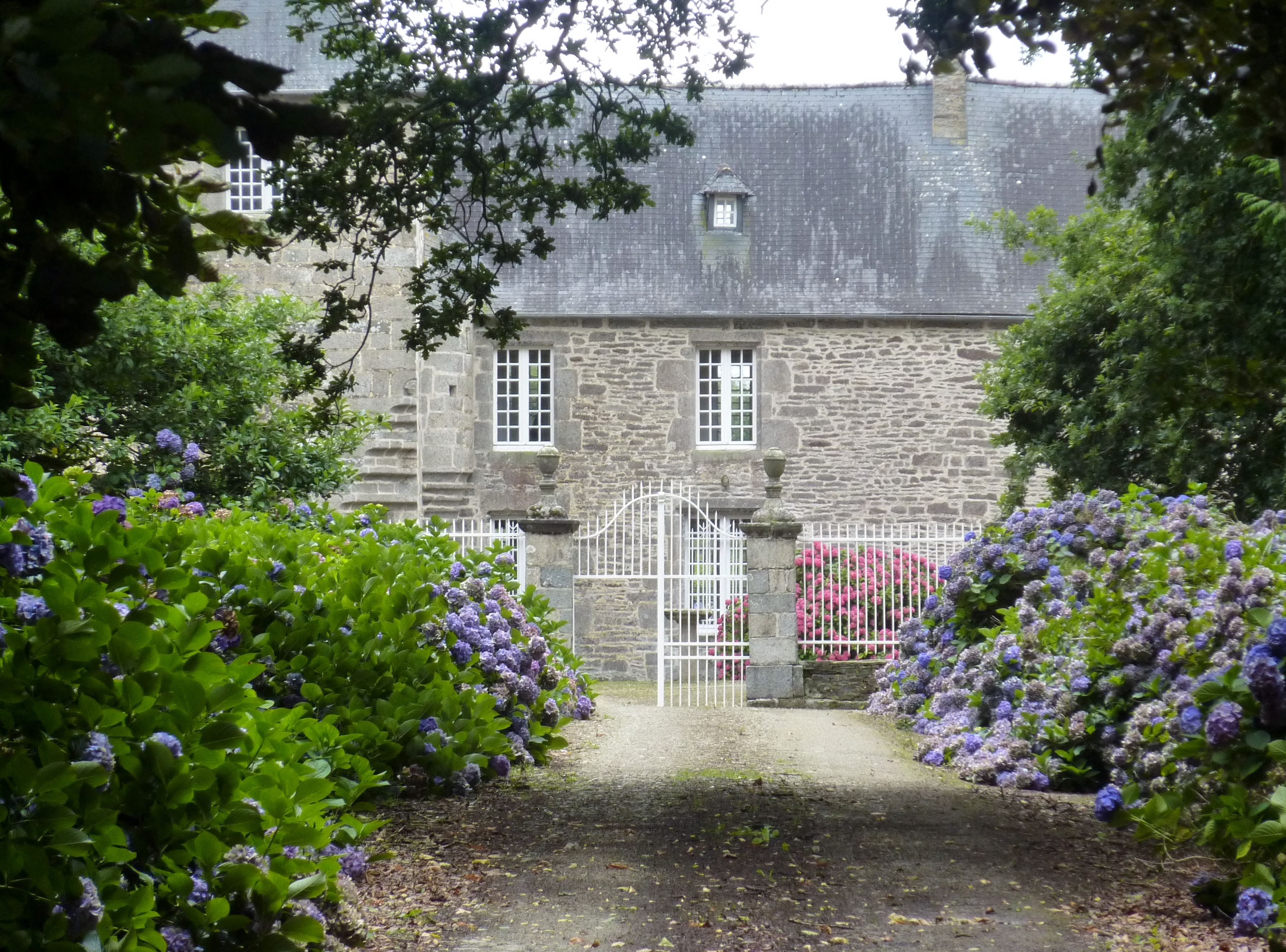
Le manoir du Rest.

- Le manoir du Rest et Tanguy Malmanche : cette belle bâtisse ne se distingue en rien des autres manoirs : les bâtiments encadrent une cour carrée que fermait jadis un mur à double porte. L'aile gauche se termine par un petit campanile flanqué d'une tourelle au toit en poivrière. Mais si le manoir n'a rien de bien original, il abrite par contre un hôte peu courant. En effet, le fantôme d'une châtelaine hante toujours l'imposante demeure. Voulant venger son honneur blessé par sa trop galante épouse, le châtelain punit la volage en lui tranchant la tête avec la grande épée de ses pères. Depuis, on peut croiser dans les couloirs du Rest, mais seulement à minuit, la châtelaine portant sa tête sur un plateau d'argent.
Peut-être Tanguy Malmanche, au fil de ses rêveries croisa-t-il au détour d'un couloir, cette étrange locataire. En effet, ce dramaturge breton, né le 7 septembre 1875 partagea sa jeunesse entre sa demeure de Brest et le manoir du Rest. Il appréciait beaucoup le charme de cette « vieille propriété de famille » et passait de longues heures à se promener dans les campagnes environnantes. Il se sentait particulièrement attiré par les chapelles isolées (Locmaria, Landouzen, Saint-Jean-Balanant, Saint-Jaoua et Saint-Thenenan) comme il l'écrit dans l'introduction de sa version française de la vie de Salaun, le fou du Folgoët. On parle encore aujourd'hui du circuit de Tanguy Malmanche pour désigner ces chapelles. 
Le manoir du Rest est une propriété privée, il ne se visite pas.

## Établissements scolaires
- Élémentaire : école du Lac, école Sainte-Anne, Skol Diwan
- Secondaire : collège public Nelson-Mandela, collège privé Saint-Joseph

## Vie sportive
Plusieurs clubs sportifs se distinguent à Plabennec :
- le Stade Plabennecois Football dont l'équipe évolue actuellement en National 3, après avoir été en National ;
- le Rugby club de Plabennec engagé en championnat de France de rugby à XV de 3e division fédérale 2020-2021.
- le Stade Plabennécois Handball dont l'équipe féminine 1 dispute le championnat départemental
- le dojo plabennécois en judo ;
- le Vélo Sport Plabennécois, qui a compté dans ses effectifs Olivier Le Gac professionnel à la Groupama-FDJ et champion du monde junior sur route 2010, Romain Le Roux professionnel dans l'équipe Fortuneo-Samsic, Aude Biannic professionnel dans l'équipe Movistar, ou encore Mickaël Quéméner, triple champion du monde sur piste dans la catégorie junior en 1997 et 1998 et professionnel dans l'équipe Cofidis en 1999 ;
- la Skol Gouren Bro an Aberioù (École de Lutte Bretonne du Pays des Abers) qui permet la pratique du Gouren et des luttes celtiques.

## Langue bretonne
L'adhésion à la charte Ya d'ar brezhoneg a été votée par le Conseil municipal le 16 décembre 2010.
La commune possède une école Diwan.
En 2016, la filière bilingue de l'Enseignement catholique voit la création d'une association Dihun Plabenneg en lien avec la Fédération Dihun Breizh.

## Jumelages
La ville de Plabennec est jumelée avec une seule ville :
- Waltenhofen (Allemagne) depuis 1976[74].

## Personnalités liées à Plabennec
- Guillaume le Breton, écrivain, est peut-être né à Plabennec vers 1166.